# Zala vármegye története

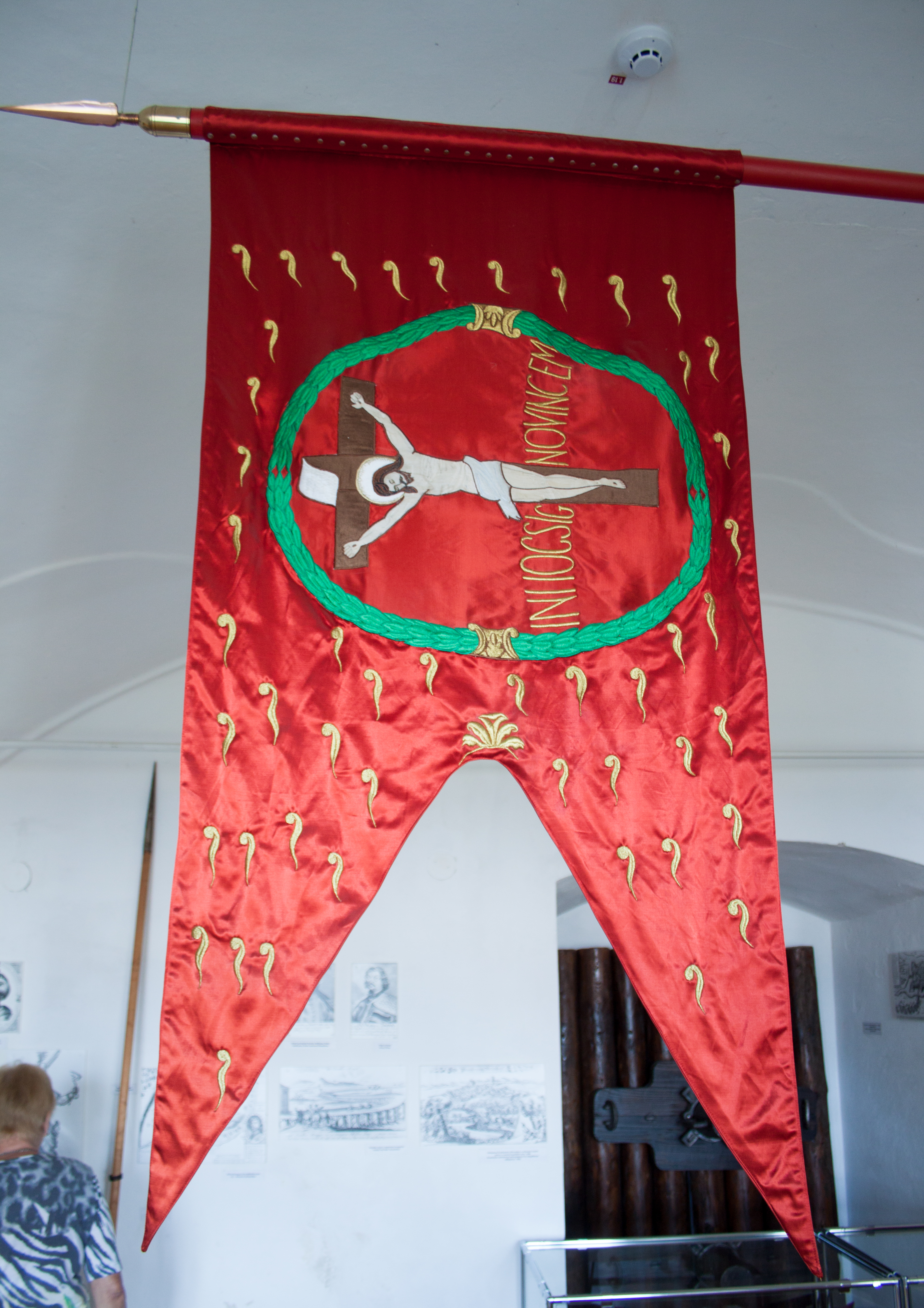
Zala vármegye nemesi felkelőinek zászlaja a 17. századból, rekonstrukció

Zala vármegye (németül: Komitat Zala, latinul: Comitatus Zaladiensis) közigazgatási egység volt a Magyar Királyság dunántúli részében. A mai Zala vármegye az egykori vármegye területének alig kétharmadát foglalja magába, a többi Veszprém vármegyéhez, Horvátországhoz és Szlovéniához tartozik. Székhelye Zalavár, majd Zalaegerszeg volt.
A terület neve a népi szájhagyományban Zalaország-ként is felbukkan.

## Földrajz
A vármegye dombokkal, hegyhátakkal és a közéjük ékelődő síkvidékekkel tarkított területe keleten magába foglalta a Balaton-felvidék tanúhegyeit, egészen a Bakony déli lábáig. Legfontosabb folyója a Zala és a Mura. A Balaton északi partja a kapcsolódó vízfelülettel túlnyomórészt Zala vármegyéhez tartozott.
Északról Vas vármegye, északkeletről Veszprém vármegye, délkeletről Somogy vármegye, délnyugatról pedig Varasd vármegye, nyugatról pedig Ausztria határolta.

## Történelem

### A vármegye létrehozása, középkori fejlődése
A vármegyét Szent István király hozta létre az államalapítás és a királyi vármegyerendszer megszervezése idején a Balatonmagyaród és Kiskomárom között elterülő, ma már csak dűlőnévben megőrzött Kolon központtal, azaz Kolon vármegye néven, valószínűleg a Vérbulcsú nemzetség birtokaira alapozva. Innen a várispán a 11. század végén, valószínűleg Szent László korában áthelyezte székhelyét Zalavárra, ahol I. István már korábban bencés apátságot alapított, és királyi udvarház is lehetett. Ekkor a megye Zalavárról kapta az új nevét, Zala vármegye lett.
Zala vármegye akkor a mai vármegyénél jóval nagyobb volt. Hozzá tartozott a Balaton-felvidék legnagyobb része, egészen Felsőörsig, nyugaton Lendva és környéke, délen a Muraköz, sőt a megyének a Dráván túl is voltak területei. Zalavár a megyének az északkeleti és délnyugati sarkától csaknem egyenlő távolságra volt.
A megyei szervezet eltartását úgynevezett fél-szabad helyzetű várnépek szolgálták, akik között, a parasztok mellett más szolgálatokat nyújtó faluközösségek is voltak. Nevüket, foglalkozásukat ma is őrzi a helynevek egy része: Lövő, Szántó, Tárnok, Zalaudvarnok, Esztergály, Igrice, (a csak dűlőnévként fennmaradt) Csöszi (kikiáltó), Kürtös (puszta), Csatár (pajzsgyártó), Vörrű (vasverő, kovács).
A megye nyugati része századokon át határvidék volt. A szomszédos államoktól széles, túlnyomórészt lakatlan, nehezen járható sáv, a gyepűelve választotta el az ország területét. Ezen belül húzódott maga a gyepű, melyet őrtelepek őriztek, s a különösen veszélyes pontok, átjárók mellett erődítések, kapuk is voltak. A határ védelmét megkönnyítette a korabeli terepviszonyok, az erdőségek, mocsarak. A gyepű azonban fokozatosan nyugatra tolódott, így a megye határvédelmi szerepe fokozatosan megszűnt. I. László hódításai nyomán az országhatár a Muraköz nyugati részéhez került. Az őrök közösségei, falvai, azonban megmaradtak ezen a területen is. Kiváltságaik egy részét is megtartották. Egy 1334-ben kelt oklevél is említi a Kerka vidéki, hétkutasi, csesztregi őröket.
Egyházi szempontból a megye az 1002-ben alapított veszprémi püspökséghez tartozott, majd déli részét az 1092-ben létrehozott zágrábihoz csatolták. Az első zalai templomok fából készülhettek, de a 12. században már téglából is épült körtemplom. 1019-ben Zalaváron, 1055-ben Tihanyban alapított a király templomot, monostort. 1138 körül a Gutkeled nemzetség Csatáron, 1150–1160 körül a Kadar nemzetség Nagykapornakon alapított bencés apátságot. IV. Béla magyar király gyermekkori játszótársa, a Türje nembeli Dénes Türjén premontrei prépostságot létesített.
A 13. századra az egyházi és a világi nagybirtokok egyre inkább a királyi nagybirtokok rovására fejlődtek, és ez általában a szolgálók helyzetének romlásával járt. Ebben a korban indult meg a köznemesség harca is jogaiért, ami az Aranybulla elfogadását eredményezte. A zalai nemesek nagy szerepet játszottak ebben a küzdelemben. 1232-ben a Zala folyó vidékén élő nemesek kérték a királytól, hogy maguk bíráskodhassanak. A király engedélye után össze is gyűltek Kehidán egy peres ügy eldöntésére. Kehida és a közeli Mándhida a század későbbi éveiben is többször volt a zalai nemesség gyűléshelye.
A 13. század második felében egy sor késő román kori stílusú kegyúri alapítású falusi plébániatemplom épült a megyében a nemesi réteg erősödését jelezve. Ilyenek voltak a zalaszentmihályfai (bödei) pakodi, becsehely-polai, andráshidai, bagodi, boncodföldi, szompács-pusztai, zalaháshágyi, zalaszentgyörgyi, dobronhegyi, zalamindszenti, kehidai templomok és kápolnák. A kallósdi, búcsúszentlászlói és egregyi templomok őrizték meg legjobban korabeli küllemüket.
A zalai főnemesség is jelentős szerepet játszott az ország életében. Nagybirtokközpontok, várak épültek, nemzetségi monostorokat alapítottak. A 15. század volt a megye virágkora, ekkor épült a keszthelyi templom is. Az önellátó falvak köréből felemelkedtek a mezővárosok, ahol jómódú telkes és bérlőparasztok, kézművesek, is éltek. A 14–15. századokban 34 mezőváros volt a megye területén, köztük Muraszemenye (első említése 1367-ben), Lenti (1381), Zalaszentgrót (1396), Bak (1400), Páka (1405), Kanizsa (1409), Keszthely, Zalaegerszeg (1421), Szepetnek (1435), Salomvár (1445), Nova (1446), Csapi (1459), Csesztreg (1469).
A Hunyadi Mátyás uralkodása alatt tapasztalható általános fellendülés lehetővé tette a művészetpártolást, a nagyobb építkezéseket is. Csácsbozsokon, Egerváron valószínűleg Sziléziában tanult mesterek csúcsíves téglatemplomokat építettek. A korszak fontos művészeti központja volt Egervár, melynek ura Egervári László horvát bán, Mátyás király testőrkapitánya, Szilézia kormányzója volt. A Bonfini által „derék és páratlan eszű férfiúnak” nevezett főúr rövid időn belül hatalmas földbirtokokat szerzett és nagyszabású építkezéseket rendelt meg.

### Török háborúk

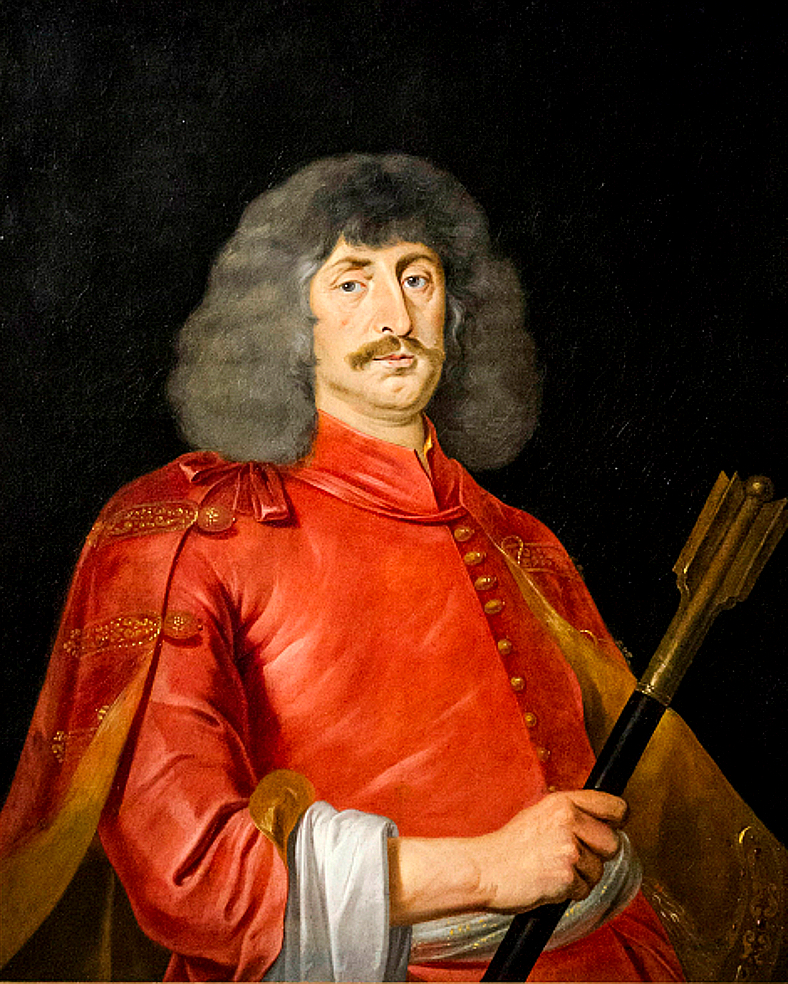
Gróf Zrínyi Miklós (1620–1664) horvát bán, Zala és Somogy vármegyék örökös főispánja, nagybirtokos főnemes, költő, hadvezér és politikus, hadtudós.

A törökök egy csapata már 1480-ban elérte a megye területét, de a vidék pusztulása csak a mohácsi csata után hat évvel kezdődött meg, a törökök Kőszeg elleni támadásával. Ettől kezdve a hódoltság határa a megye területén hullámzott. A török kegyetlen pusztításával senkit nem kímélt; 1577. szeptember 14-én a török Söjtörre tört és háshágyi Háshágyi Imre (fl. 1536–1577) zalai alispánnak a kis erődítményét megtámadták. Ezt követően őt lefejezték és a várandós feleségét, osztopáni Perneszy Klárát és gyermekeit elhurcolták. 1596 és 1715 között mivel Somogy megyét a török elfoglalta, Zalával egyesítették; így a főispánok, alispánok és más hivatalnokok ezalatt az idő alatt „Zala és Somogy megye alispánja” stb volt. 
A végvárak láncolatába tartozott Zalában Kapornak, Türje, Keszthely és Zalavár is. Kanizsa a Dél-Dunántúl védelmének fontos vára lett. A Nádasdy Tamástól cserével szerzett, mocsár által is védett várat, a haditanács fontos erőddé építette ki. Az itt folyó harcok kiemelkedő hőse volt Thury György. A bevehetetlennek szánt várat azonban 1600-ban mégis elfoglalta a török. Így a 17. század elejére a Dráva és a Balaton között már nem maradt komoly vár, csak kis végvárak, amiknek Lövőn, Salomváron, Zalaváron nyomuk sem maradt. Egerszegen a megyeház, Türjén szerzetesház épült a helyükre, Szentgróton a copf stílusú kastély. Zalabéren a volt nemesi temető sáncai, Kemenden a várdomb egyenetlen felszíne, Pölöskén, Szentgyörgyváron, Zalacsányban rét kis dombjai, árkai jelzik a végvárak helyét.
A katonai központ Zalaegerszeg lett, ezzel kezdett erősödni a város közigazgatási szerepe, bár a megyei közgyűléseket a biztonságosabb Körmenden és Sümegen tartották. Az akkor Zalához tartozó Csáktornyán élt és alkotott gróf Zrínyi Miklós (1620–1664), aki majd húsz évig Zala vármegye főispáni tisztét is betöltötte.
A törököket csak Buda felszabadulása után négy évvel, 1690-ben sikerült kiűzni Kanizsáról Batthyányi Ádám vezetésével. A várat a kuruc mozgalmaktól tartó I. Lipót lebontatta. Az 1715. évi LXXXVI. törvényczikk elrendelte Somogy és Zala vármegyék szétválasztását és ezzel mintegy szentesítette azt az állapotot, amely a kurucvilág óta tényleg fennállott. A törvények szentesítése után (1715. június 10.) gróf Nádasdy Tamás főispán tisztújító közgyűlésre hívta össze a rendeket.
A nemes sidi Sidy család sarja, sidi Sidy Mihály (†1711), Zala megyei külön kiküldött követ, képviselte a vármegyét a 1705. szeptember 20-án a szécsényi országgyűlésen, ahol kiállították azt a szövetséglevelet, amely véget vetett a Rákóczi-szabadságharcnak.

### Újkori fellendülés

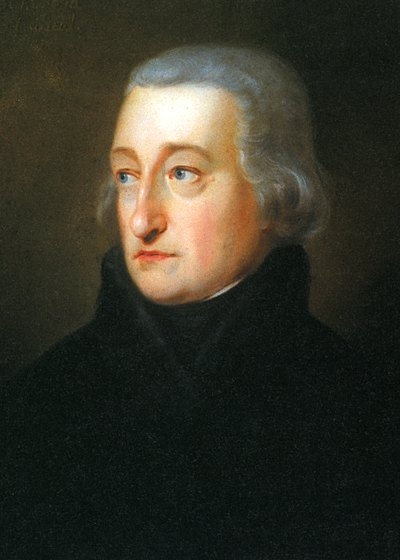
Gróf tolnai Festetics György (1755–1819) a keszthelyi Georgikon alapítója

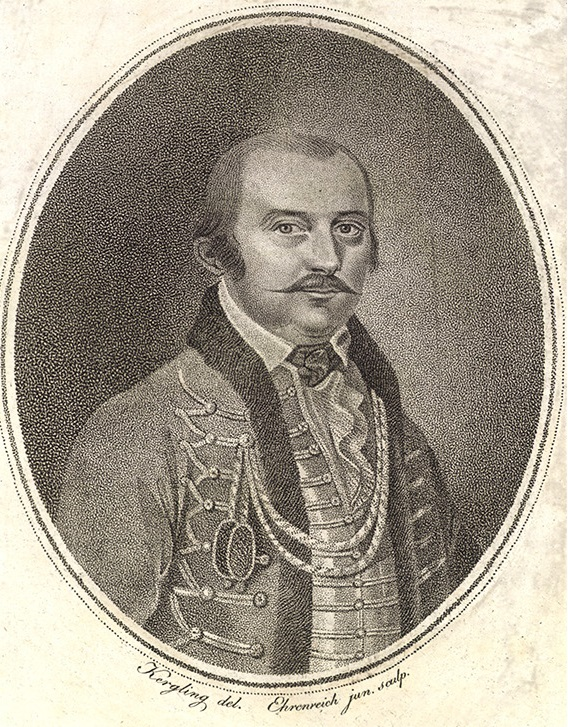
Jáprai Spissich János (1745–1804) Zala vármegye alispánja, a magyar jakobinus mozgalom tagja, szabadkőműves páholy főmester.

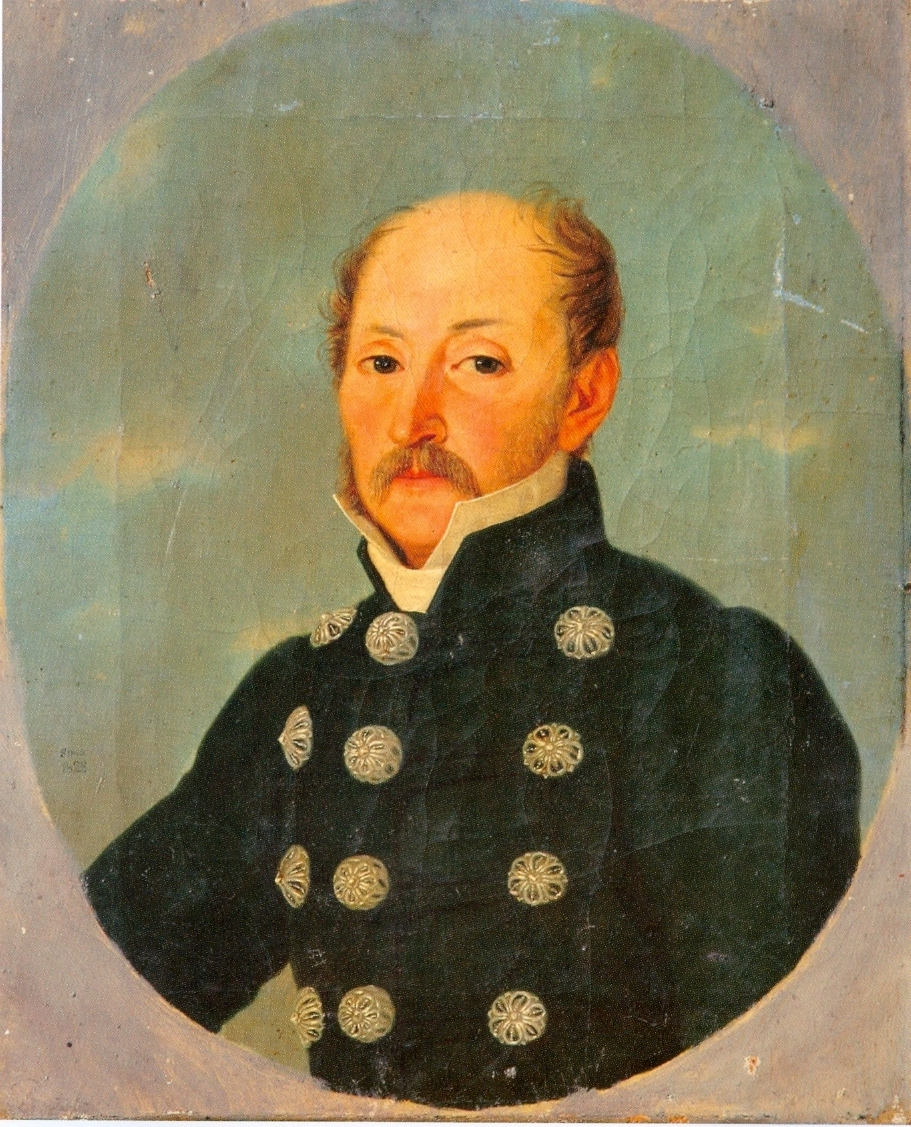
Kisfaludi Kisfaludy Sándor (1772–1844) magyar költő, császári katonatiszt.

A 18. század nagyrészt a török pusztítások helyreállításnak jegyében telt el. A parasztság újjáépítette falvait, a köznemesek visszaköltöztek birtokaikra. A főurak német telepeseket hívtak be birtokaikra, délről horvátok települtek be az üres területekre. A mezőgazdaság újra növekedésnek indult, egyúttal új növények is megjelentek, mint a kukorica, burgonya, dohány, és az akác. A változásokat erősítette, hogy erre az időszakra esett a vármegyében addig befolyással bíró nagybirtokos családok kihalása, azaz az alsólendvai Bánffy- valamint a Zrínyi családok, vagy más megyékbe, sok esetben országos méltóságokba emelkedése (Inkey, Sigray, Somssich) is. Mindennek következtében a megyében egy új nagy- és középbirtokos réteg jött létre, melynek élén az új arisztokrata családok álltak, a Batthyány, az Esterházy, a Széchenyi és a Festetics családok, amelyek a megye nagybirtokainak túlnyomó részét a második világháború utánig uralták. Közülük a helyi politikai életbe kizárólag a Batthyány család itt élő tagjai kapcsolódtak be, de főleg a 19. század második felétől; a később hercegi rangra emelkedő Festetics családbeliek nem foglalkoztak politikával és vármegyei tisztségeket sem töltöttek be, az Esterházyak és Széchenyiek pedig nem éltek a megyében. 
A középnemesek közé alacsonyabb sorból több család is felkerült, főleg akik anyai ágon ősrégi birtokok örököltek kihalt köznemesi felmenőitől. Ezt a tehetős és tekintélyes birtokos nemesi szűk réteget, amely több századig kormányozta Zalát, képviselte az iszkászi Árvay-, az ősrégi Hahót-Buzád nemzetségből származó csányi Csány-, a nemes Csertán-, a csáfordi Csillagh-, a zokoli és illyefalvi Csutor-, a kehidai Deák-, a boldogfai Farkas-, a forintosházi Forintos-, a gyömörei és teölvári Gyömörey-, a hertelendi és vindornyalaki Hertelendy-, a pósfai Horváth-, a zalabéri Horváth-, a szentgyörgyi Horváth-, a szalapatakai Nagy-, a mezőszegedi Szegedy-, besenyői és velikei Skublics-, a lovászi és szentmargitai Sümeghy- a bocsári Svastits-, a nyírlaki Tarányi-, és a miskei és monostori Thassy- família. Ezen családoknak a tagjai az alispáni, főjegyzői, főügyészi, számvevői, főszolgabírói tisztségeket töltötték be, és egyben a vármegye földbirtokai legnagyobb részét birtokolták; a 19. század második felétől a Hertelendy és a Gyömrörey családoknak a tagjai pedig még a főispáni széket is foglalták.
A gyarapodás komolyabb építkezéseket is lehetővé tett. Kolostort alapítottak Kanizsán, Búcsúszentlászlón, Kapornakon, Türjén, kastélyok épültek Kehidán, Zalacsányban, Reszneken, Szentgróton, Szécsiszigeten, majd Keszthelyen is. A városok közül Kanizsa fejlődött leggyorsabban, főleg a településen átvezető kereskedelmi útvonalak eredményeképpen. Keszthely a folyamatosan gyarapodó Festetics család székhelye lett. A megye székhelye Egerszegen állandósult. 1722-ben az országgyűlés elrendelte, hogy a vármegyék építsenek megyeházat. 1729-ben a sidi Sidy család sarja sidi Sidy Pál, az egerszegi járás alszolgabírája, építőbiztos, vezetése alatt megkezdték Zalaegerszegen a régi vár helyében az új vármegye háza építését. Egerszeg ekkor állandósult mint megyeszékhely, részben központi fekvése miatt, részben pedig azért, mert a köznemesség nem akarta, hogy a székhely főúri birtokon legyen. Részben ehhez a döntéshez hozzájárult gróf Althann Mihály János (1710–1778) Zalai főispán, aki édesapjától örökölte a csáktornyai hatalmas nagybirtokot, és ezzel egyben a vármegye legtehetősebb főnemese is volt.
A városiasodás együtt járt a kulturális fejlődéssel is. A kanizsai piarista gimnázium 1765-ben, a keszthelyi ferences iskola 1772-ben jött létre. 1797-ben Keszthelyen Festetics György megalapította a Georgikont, Európa első felsőfokú mezőgazdasági tanintézetét, leginkább saját hatalmas uradalma gazdatisztjeinek képzésére, de az intézmény hatása hamarosan kisugárzott az egész országra. Festetics György gazdag könyvtárat is kialakított, Csurgón pedig gimnáziumot alapított. A kor legjobb szakembereit foglalkoztatta, így Nagyváthy Jánost, a magyar agrár-szakirodalom korai nagy alakját, valamint Pethe Ferencet, az első magyar nyelvű gazdasági lap alapítóját. A vármegye templomait Padányi Biró Márton (1693–1762) veszprémi püspök újította fel; 18 éves kormányzása alatt nyolcvannyolc új templomot építtetett.
Korszerű, fejlett gazdálkodást folytatott az alsólendvai uradalom is. A jobbágyok terhei azonban növekedtek, ami együtt járt a parasztmozgalmak megélénkülésével a 18. század második felében. Mária Terézia ennek hatására is 1767 és 1774 között szabályozta az úrbéri szolgáltatásokat. Ekkor a legtehetősebb köznemesek a vármegyében: zalabéri Horváth József (1740–1793) 971 úrbéri holddal; pallini Inkey Boldizsár (1726–1792), 776 úrbéri holddal; a hertelendi és vindornyalaki Hertelendy család vagyonának az örököse, Deák Gábor (1730–1788), 772 úrbéri holddal; szentgyörgyi Horváth Ferenc 706 úrbéri holddal; boldogfai Farkas Ferenc (1713–1770) 697 úrbéri holddal; és mezőszegedi Szegedy Ignác (1736–1796) 596 úrbéri holddal állt.
II. József magyar király 1780. november 29-étől uralkodott és folyamatosan közigazgatási és igazságügyi reformokat hajtott végre a királyságban. A nemességre mért legnagyobb csapás az 1785. március 18-án kelt rendelete volt, mely alapvetően megváltoztatta az ország igazgatási rendszerét. A rendelet megszüntette a vármegyét, mint igazgatási egységet, a vármegyei közgyűlést, mint a nemesség legfőbb önigazgatási intézményét, valamint politikai életének színterét. Az országot 10 kerületre osztotta, a kerületek élére királyi biztosokat vagy kerületi főispánokat nevezett ki. Zala vármegyét a Zágrábi kerületbe helyezte el, és 1785. július 18-án gróf Balassa Ferenc belső titkos tanácsost nevezte ki kerületi főbiztossá. 1785. július 18-án mezőszegedi Szegedy Ignác lemondott az első alispáni posztjáról, melyet 1781. szeptember 24-e óta töltött be és helyébe, a vármegyén kívüli nozdroviczki Nozdroviczky János lépett. 
A másodalispáni tisztséget Vida József 1782. október 11-e és 1790. április 7-e között foglalta szinte az egész Jozefinista korszak alatt. A császár két újabb 1786 november 30-i és 1787. július 19-ei rendeleteivel következett be. Első rendelete 38 új bíróság felállítását mondta ki, a másik rendelet kinevezte az új bíróságok személyzetét, kijelölte székhelyüket és működésük megkezdésének időpontjául 1787. szeptember 1-ét tűzte ki. Ezzel a "Novus Ordo" kibontakozásának tetőpontját érte el és egyben beteljesedett a közigazgatás és a jogszolgáltatás szétválasztása. Zala vármegyében boldogfai Farkas Jánost (1741–1788), az addigi vármegyei főjegyzőt, a Zala vármegyei Ítélőszék elnökévé nevezték ki ("Inclyti Sedis Iudiciaria Comitatus Szaladiensis Praeses"), és ezzel a vármegye legmagasabb igazságügyi hivatalt ő töltötte be. 1790. február 20-án az uralkodó elhunyt, és ezután a vármegye régi rendszere és tisztségei helyreálltak. Balassa Ferenc gróf kerületi főispán 1790. február 22-éig foglalta a posztját; Althann Mihály János (1757–1815) gróf lett az új zalai főispán I. Ferenc magyar király uralkodása alatt.

### A reformkor

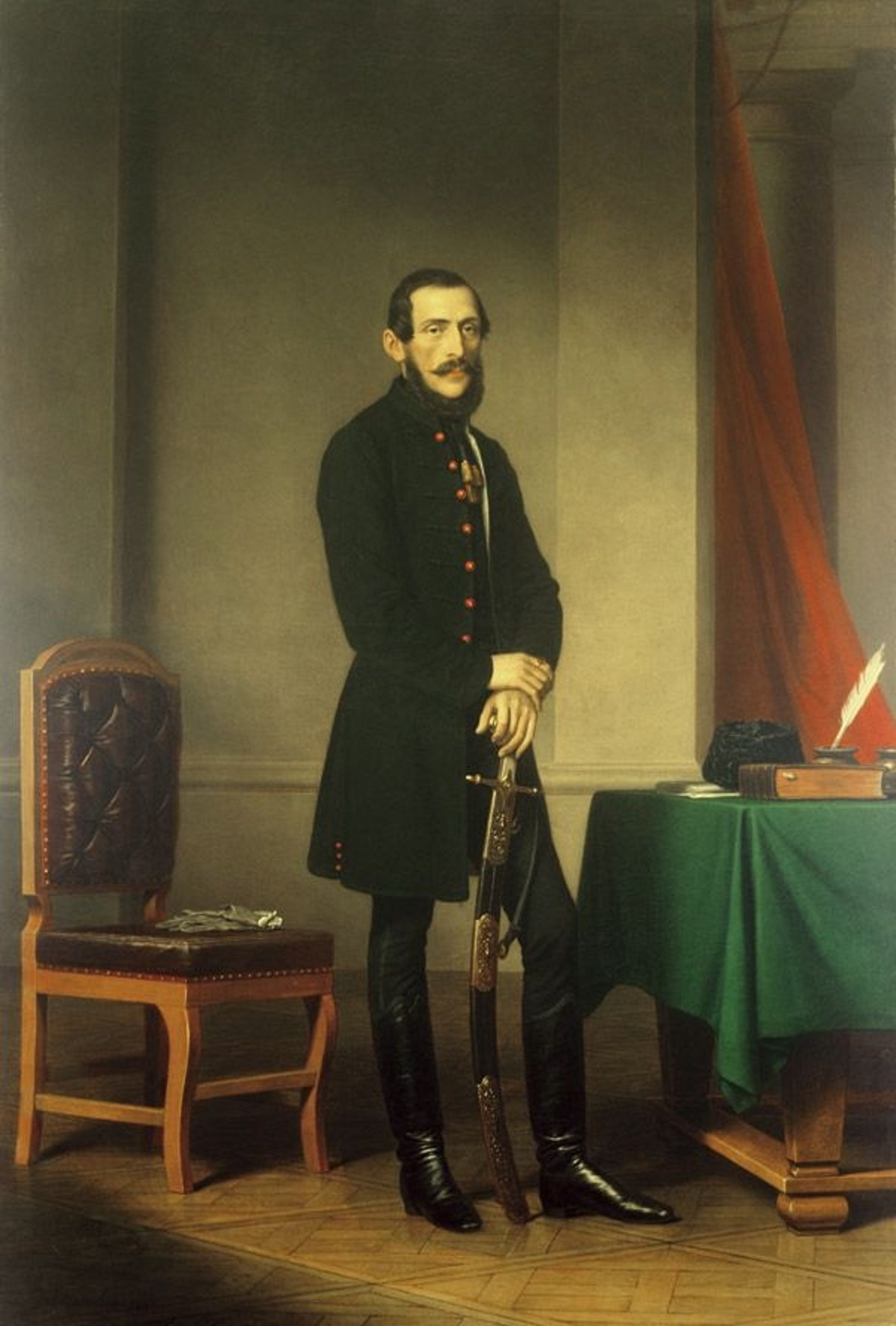
Csányi Csány László (1790–1849) politikus, közlekedési miniszter, táblabíró, az 1848–49-es szabadságharc vértanúja.

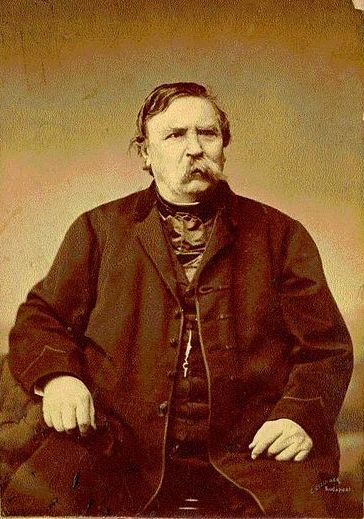
Kehidai Deák Ferenc (1803–1876) magyar politikus, államférfi, országgyűlési képviselő és az első felelős magyar kormány igazságügy-minisztere.

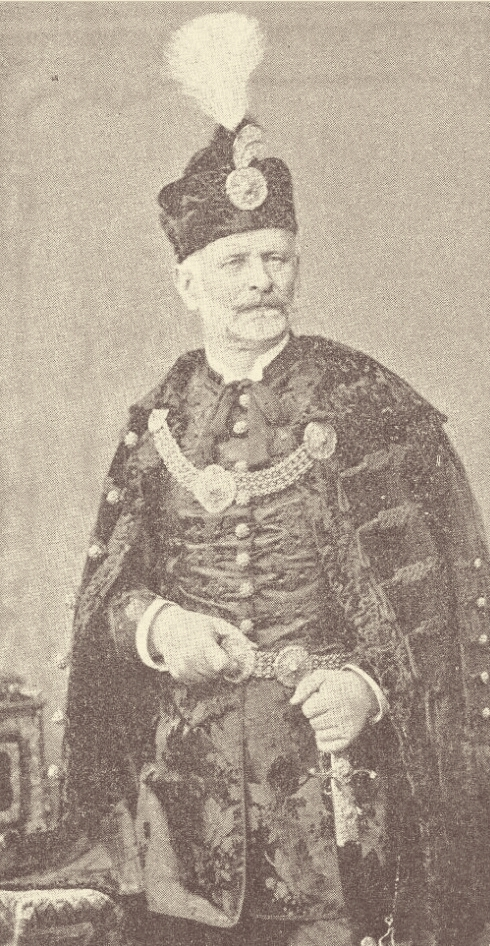
Bocsári Svastits Benő (1833–1910) jogász, Zala vármegye főispánja, földbirtokos, zalavölgyi vasút alelnöke, 1848-as honvédhadnagy.

A 18–19. század fordulójától a Zala vármegyei köznemesség megyegyűlései a haladásért folytatott küzdelem fórumai lettek, és országos viszonylatban jelentős szerepet játszottak a kor színvonalán liberális eszmék terjesztésében. Fontos szerepe volt ebben a jáprai Spissich János zalai alispán (Terentius) vezette szabadkőműves páholynak, melynek tagjai között volt Kazinczy Ferenc és a megye választott vezetőinek nagy része, például maga a vármegye főispánja is, gróf Althann Mihály János (1757–1815), (Barclajus) helyettes főmester is. A szabadkőműves páholy, amelyet Varasdról költöztettek át, 1784-ben már működött Zalaegerszegen a "Jó tanácshoz" (Bona consilii) név alatt. Több tagja között Inkey Imre (Hermenegildus), ügyvéd, földbirtokos, Hertelendy Mihály (Vespasianus), ügyvéd, földbirtokos, sárdi Somssich Lázár (Mirabeau), táblabíró szónok, Pálóczy Horváth Ádám (Arion), zalai táblabíró, titkár, valamint Laky István (Ingenui), zalavári plébános is szerepelt. 
Támogatta őket Festetics György is, de 1797-ben haladó eszméik miatt a király a megyei vezetők nagyobb részét leváltotta és Festeticset is szigorú dorgálásban részesítette. Leváltásuk után a konzervatív, császárhű lovászi és szentmargitai Sümeghy József (1757–1832), királyi tanácsos, földbirtokos, a vármegye első alispánja lett; Sümeghy József alispán hozzájárult gróf várkonyi Amade Antal (1760–1835) felemelkedéséhez a főispáni székre; végül majd 1815-ben megbuktatták Sümeghyt és helyébe lépett a 29 éves liberális érzelmű mezőszegedi Szegedy Ferenc (1786–1848).
Az 1809-es Napóleoni háborúk alatt Zala megye is kiállította nemesi felkelőit a francia hadak ellen. A napóleoni csapatok éppen csak érintették Zala megye északi szélét, a zalai inszurgensek 11 lovas- és gyalogezrede viszont derekasan küzdött, és mintegy 30 főnyi veszteséget szenvedett az 1809. június 14-én vívott, francia győzelemmel végződő győri csatában. Festetics György századot állított fel, gróf Batthyány Ferenc 32 lovast biztosított. A nádor Sümeghy József zalai első alispánt Habsburg–Lotaringiai János főherceg táborához hadi biztosnak nevezte ki; Deák Antal (1789–1842), felkelő lovasságának főhadnagyaként ugyanott szolgált. Kisfaludy Sándor (1772–1844) a zalai felkelt nemesség lovasságához őrnagyként csatlakozott, József nádor pedig maga mellé szárnysegédnek választotta. A nemesi felkelésben nemesnépi Marton György (1767–1843) alhadnagyként, a fiatal 21 éves Séllyey Elek (1788–1850) lovasfőhadnagyként, hertelendi és vindornyalaki Hertelendy Károly (1786–1861) századosként, besenyői és velikei Skublics Elek főhadnagyként, mezőszegedi Szegedy Ferenc (1786–1848) századosként szolgálatot tett.
Kehidai Deák Antal (1789–1842), táblabíró, földbirtokos, Deák Ferencnek, a "Haza Bölcsének" a testvérbátyja, igen jelentős úttörői szerepet töltött be a Zala vármegyei és magyarországi reformkorban. Az igen művelt és képzett Deák Antal ügyesen küzdött a nemesi vármegyék harca érdekében a nemzet alkotmányos jogaiért, ami végül az ország legtöbb megyéjének ellenzéki fellépését az uralkodó önkényes rendeletei váltották ki. 1828 és 1831 között Zala vármegye első alispánja volt. Az 1825-27-es mezőszegedi Szegedy Ferenccel (1786–1848) együtt, 1830-as és 1832-es országgyűléseken követ volt, de már 1833-ban visszalépett, midőn is Zala vármegye öccsét, Deák Ferenc Zala vármegye helyettes első alispánját küldte helyébe.
Ekkor a kulturális fejlődés továbbra is folytatódott a megye élen járt a magyar nyelvért folytatott küzdelemben, a társadalom egyre jobban fonódott össze. A szentgyörgyi Horváth Fülöp János (1777–1841) rendezte 1825. július 26-án a füredi Horváth-házban az első Anna-bált lánya, szentgyörgyi Horváth Krisztina tiszteletére. Másrészt, kisfaludi Kisfaludy Sándor közreműködésével 1831-ben elkészült a balatonfüredi színház, Skublics Károly pedig értékes könyvtárát felajánlotta egy nyilvános bibliotéka céljára. A Nován élő Plander Ferenc plébános Göcsejt ismertető cikkeket közölt, Nagylengyelben tubolyszeghi Tuboly László (1756–1828) klasszikus szerzőket fordított, Petrikeresztúrban Pálóczi Horváth Ádám (1760–1820) összeállította "Ötödfélszáz énekek" című gyűjteményét.
A 19. század húszas éveiben Zala vármegye gazdasága tovább fejlődött. Megkezdődött a Zala folyó szabályozása, a mocsarak lecsapolása, a Balaton környékén szőlőket telepítettek. A gazdaságok egy részét modernizálták, a megyében is birtokos Széchenyi István eszméit követő zalai középnemesség támogatta a haladó törekvéseket. Ellenzékük zöme, elsősorban az elszegényedett, saját földjén dolgozó, paraszti módon élő, de néhány kiváltságát féltékenyen őrző kurtanemesség tagjai voltak. Az ellenzék fővezére, a konzervatív érzelmű, tekintélyes nemesi családból való forintosházi Forintos György (1792–1857) szolgabíró, földbirtokos volt. 1843. április 4-ei zalamegyei nemesi közgyűlésén a szintén tekintélyes dunántúli köznemesi család sarja rumi és rábadoroszlói Rumy Károly (1807–1877) főszolgabíró, az ő alvezérének a segítségével sikerült elérnie, hogy Zala vármegyében a kisnemesség szavazzon az adómentesség letörlése ellen. Ezzel Deák Ferenc pártjára döntő vereséget mértek.
A vármegye e korban két kiemelkedő politikust is adott az országnak. Csány László huszártisztként részt vett a Napóleon elleni háborúkban, majd sebesülése után zalacsányi birtokán hamarosan az ellenzéki mozgalom egyik vezére lett. Jelentős szerepet vállalt az 1848–49-es forradalom és szabadságharc harcaiban, és annak a vértanúja lett. Deák Ferenc, a „haza bölcse” is a megyében született, Söjtörön, majd, 1824–1854 között kehidai birtokán élt. Nem csak Zalában de országos kulcsfontosságú szerepet töltött a közös teherviselés és a jobbágy felszabadítás elérésében. A Zala megyei reformkorban, Deák politikai eszmék nagy támogatói között nyirlaki Tarányi-Oszterhuber József, nemes Kerkapoly István, csuzi és pusztaszentmihályi Csúzy Pál, hertelendi és vindornyalaki Hertelendy Károly, zalabéri Horváth János, nemes Glavina Lajos, nemes Csertán Sándor, boldogfai Farkas János találhatóak.
Az 1843-as nemadózók győzelme után a vármegye nemesi közgyűlésén, Deák Ferenc továbbra is munkálkodott a közteherviselés megvalósítása érdekében. 1845. március 2-án Zala megye haladó nemessége vállalta az adófizetést, és Deák Ferenc élén 244 önkéntes adózó nemes jelentkezett; a közlegismertebbek, akik vállalták a közös teherviselést:  csányi Csány László, hertelendi és vindornyalaki Hertelendy György, hertelendi és vindornyalaki Hertelendy Kálmán, zalabéri Horváth Vilmos, János és Eduárd, kehidai Deák Lajos, Csertán Sándor, főszolgabíró, földbirtokos, várbogyai Bogyay Lajos, táblabíró, tapolcai főszolgabíró,l földbirtokos, és Pál, nyirlaki Oszterhuber József, táblabíró, földbirtokos, zokoli és illyefalvi Csutor Imre, főszolgabíró, földbirtokos, kisfaludi Kisfaludy Móric, Ágoston József, iszkázi Árvay István, nagyalásoni Barcza Sándor, zalai főügyész, pallini Inkey János, Kázmér és Sándor, csáfordi Csillagh Lajos zalai másodalispán és fia László, Glavina Lajos, bocsári Svastics János, nemesvitai Viosz Imre, Kerkapoly István, zalai első alispán, földbirtokos, gróf Batthyány Károly, tubolyszeghi Tuboly Mihály, lovászi és szentmargitai Sümeghy Mihály és öccse, Sümeghy Ferenc, barkóczi Rosty Vince, táblabíró, boldogfai Farkas Imre, táblabíró, zalaegerszegi főszolgabíró , alsó-és felsőbagodi földbirtokos, nemesnépi Marton József, táblabíró, andráshidai földbirtokos, és öccse, Marton Pál, táblabíró, söjtöri földbirtokos.
Ekkor a nemes birtokos asszonyok közül 7 dáma szintén jelentkezett önkéntes adózóként: özv. gróf Schmiedegg Józsefné alsó-szátai Pethő Mária, kustányi birtokos, szentgyörgyi Horváth Györgyné szladeoviczi Szladovits Magdolna, zalaboldogfai birtokos, özv. Tolnay Gáborné miskei és monostori Thassy Judit, nagygörbői birtokos, boldogfai Farkas Erzsébet kisasszony, alsóbagodi birtokos, özv. gyulai Gaál Károlyné boldogfai Farkas Franciska, galsai birtokos, özv. Rogáts Jánosné egyházasbüki Dervarics Klementina tárnoki birtokos, valamint óhídi Szigethy Józsefné aranyodi közbirtokos.
Az 1848–49-es szabadságharc alatt a vármegye alispánja, a liberális érzelmű, csáfordi Csillagh Lajos (1789–1860) volt. Az ő fia, csáfordi Csillagh László (1824–1876), fiatal korában lépett a nemzetőrségbe és a harcok alatt a 47. honvédzászlóalj századosa, majd a kiegyezés környékén a vármegye alispánja lett. A szabadságharcban nemes Csertán Sándor (1809–1864) igen jelentős szerepet játszott. Jellasics kitörésekor néhány nappal után Zalaegerszegen szervezte a nemzetőrséget, majd 1848. október 8-án Kossuth Lajos, Zala megye kormánybiztosává nevezte ki. A szabadságharc kitörésekor az önkéntes nemzetőrséghez csatlakozott a megyei liberális ifjúság, és a 47. honvédzászlóalj alakult meg; tagjai hertelendi és vindornyalaki Hertelendy Kálmán, csáfordi Csillagh László, és Püspöky Grácián (1817-1861) honvédek. 
A Zala megyei lebesbényi Püspöky Grácián honvéd hadnagy, 1849-ben tűzte ki elsőként a visszafoglalt budai várra a győztes honvédek zászlaját. Hentzi lövegeitől leégett már a pesti Duna-sor harminckét új háza, a Redut az Angol Királynő Szálló, a Lipót-templom, a mázsaház és a Diána-fürdő. Végre május 20-ának éjjelén megkezdte Görgey a döntő támadást, mégpedig több ponton: így a Teleki-háznál, a fehérvári és bécsi kapunál és a Nádor-kertben. Hajnal volt, amikor Inkey, a 47. zászlóalj őrnagya, elsőnek hágott föl a bástyafalra. Nemsokára egészen a magyarok kezében volt a Vár, és minden oldalról vörös zsinóros, barna atillás honvédek nyomultak elő. A 47. zászlóalj kapitánya, Hertelendy Kálmán lőtte meg Heinrich Hentzit, és a zászlóalj egyik honvédje, lebesbényi Püspöky Gracián tűzte ki az első nemzeti zászlót, amiért jutalmul 1000 pengő forintot kapott.
Csány László a közmunka- és közlekedésügyi miniszterként tevékenykedett a Szemere-kormányban, majd vértanúságot szenvedett a szabadságharc bukása után. Kerkapoly Mór (1821–1888) jogász, 1848-as szabadságharc őrnagy, országgyűlési képviselő volt; Kerkapolyt habár Aradon hadbíróság elé állították és golyó általi halálra, kegyelemből 10 évi várfogságra ítélték.

### Tőkés fejlődés 1848 után

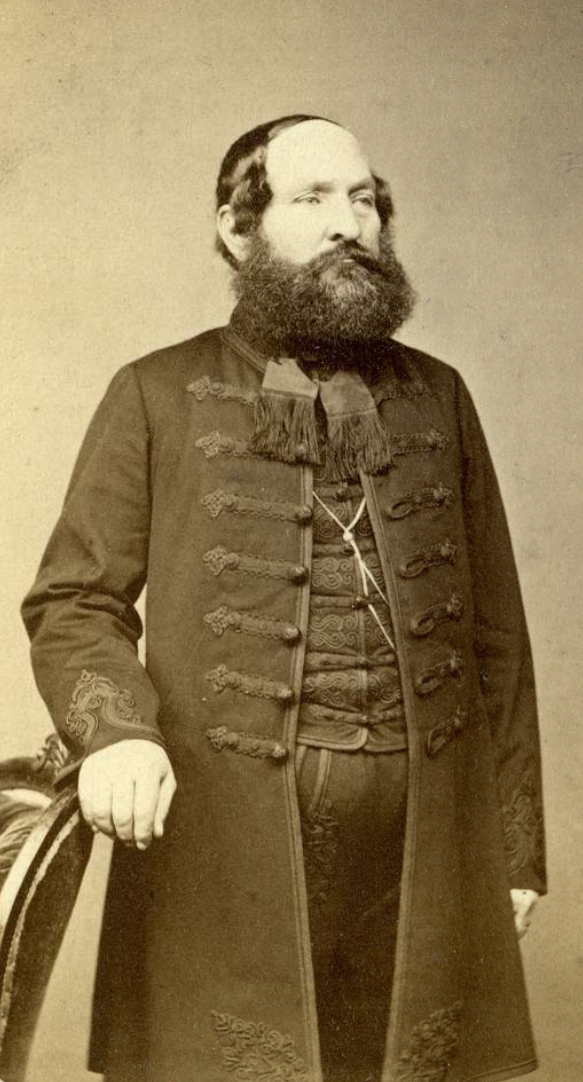
Lovászi és szentmargitai Sümeghy Ferenc (1819–1869), jogász, földbirtokos, politikus, a Deák-párt országgyűlési képviselője.

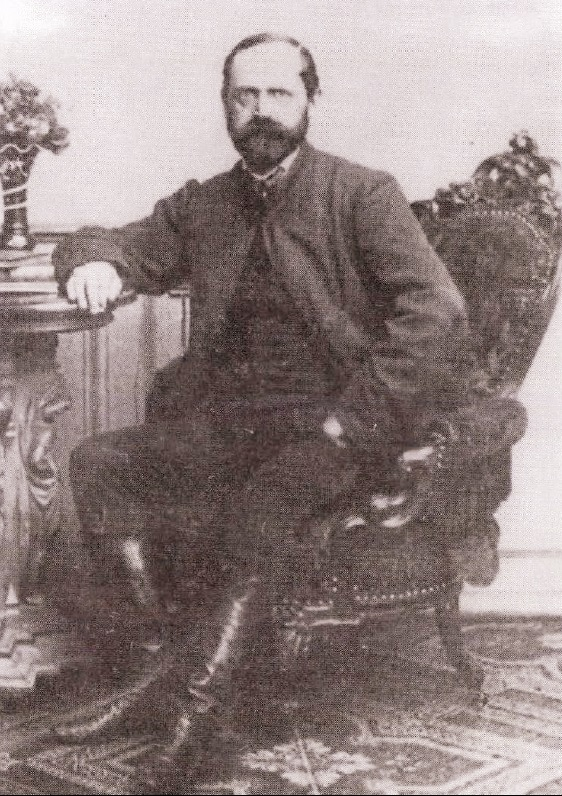
Hertelendi és vindornyalaki Hertelendy Kálmán (1820–1875) Zala vármegye főispánja 1872. október 3-a és 1875. augusztus 15-e között

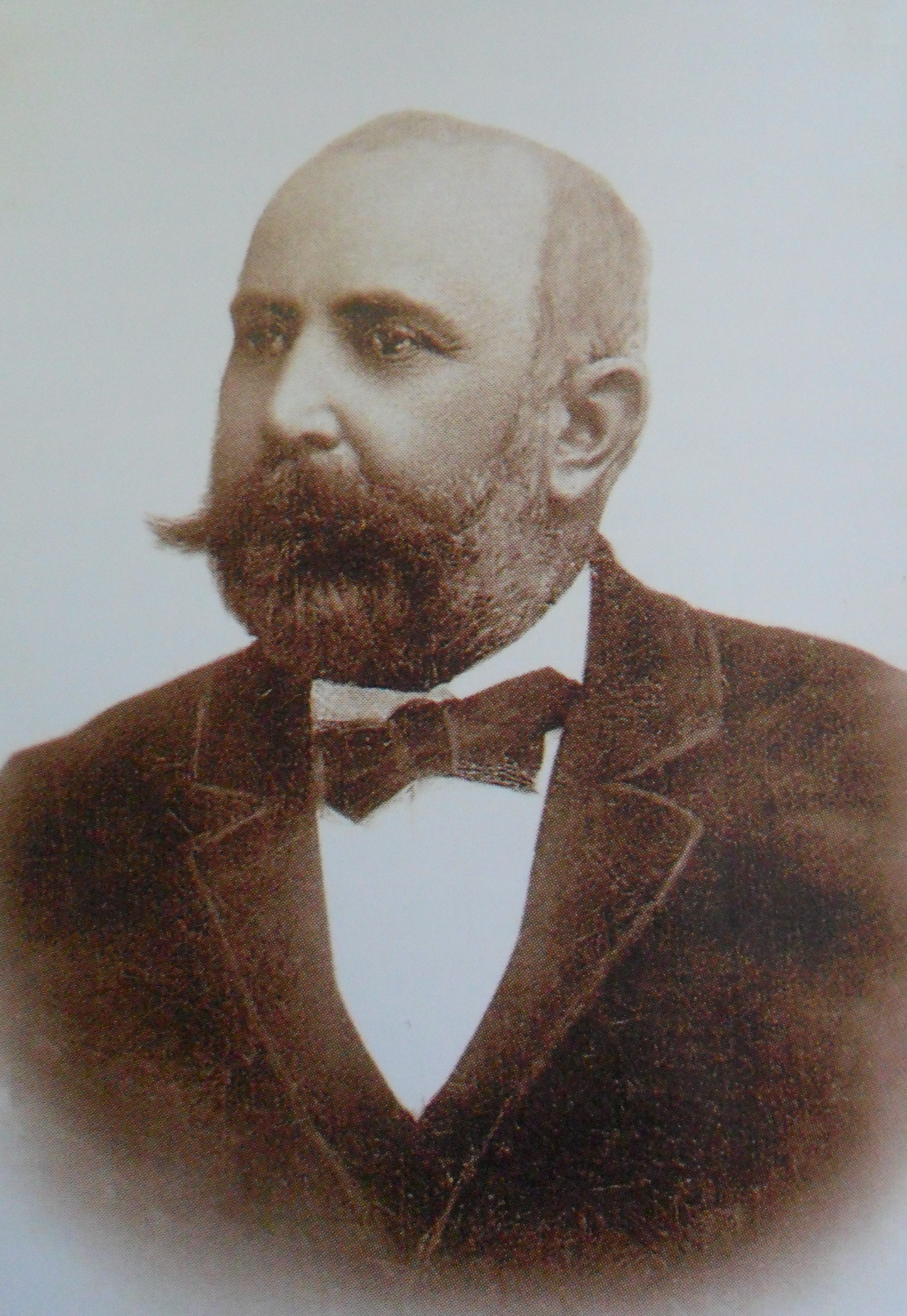
Csertán Károly (1845–1919), 20 évig Zala vármegye alispánja, földbirtokos.

1844. június 10-e és 1847. június 14-e között a tapolcai járás főszolgabírája volt. Az 1847. évi tisztújítás során Bogyay másodalispán szeretett volna lenni, és amikor ez nem sikerült, mert az ellenzéki párt aratott teljes győzelmet, visszavonult birtokára, lemondva valamennyi megyében viselt tisztségéről. 1848-49-ben nemzetőrtisztként a tapolcai járás nemzetőreit irányította, később őrnagyi rangot kapott. A szabadságharc leverése után Zala vármegye megyefőnökké nevezte ki az uralkodó; 1849. október 22-étől 1861. januárjáig töltötte be ezt a hivatalt.1849. október 24-én, amikor megjelent Haynau rendelete az új közigazgatási beosztásról az országot katonai kerületekre osztották; ezeken belül polgári kerületeket hoztak létre – ahová 3-4 megye tartozott élén kerületi főbiztos állt főispáni rangban. A báró Hauer István által irányított Soproni katonai kerülethez tartozott a székesfehérvári (polgári) kerület és a tolnai (polgári) kerület, valamint Moson, Sopron, és Vas megyék, amelyek közvetlen Hauer alárendeltek voltak.
Bach 1850. szeptember 13-ai rendeletével létrehozták Magyarországon az öt polgári kerületet, és a hadügyminiszter 1850. november 1-jével a katonai kerületek határait a polgári kerületek határaihoz igazította, és a katonai kerületek Verwaltungsgebiet Distrikt elnevezéssel éltek tovább. A tolnai kerületi főispán báró Augusz Antal, és a székesfehérvári kerületi főispán jobaházi Dőry Gábor lett. A megyék élére pedig császári-királyi biztost neveztek ki, Zala élére nagymádi és várbogyai Bogyay Lajos került mint Zala vármegye megyefőnöke. A Muraközt végleg elcsatolták a megyétől, Horvátország része lett. Ezt az 1850 és 1861 közötti időszakot "provizórium"-nak nevezik, és mivel az addigi vármegye igazságügyi és közigazgatási rendszere, valamint tisztségviselői (főispán, első- és másodalispán, főjegyző stb) nem voltak érvényben, úgy tartják, hogy a magyar alkotmányosság sem volt meg. 1861-ben végleg helyreállt az alkotmányosság a királyságban; 1860. november 26-a és 1861. március 24. gróf Batthyány Imre szolgált főispán, azonban a helyzet csak 1861 végén rendeződött: Zala vármegyében az új főispán nemes Novák Ferenc, akit 1861. december 13-án nevezte ki az uralkodó. 
1861. február 7-én pedig újra majdnem 12 év után a vármegye közgyűlése választotta meg az első és a másodalispánját: az első alispán Koppány Ferenc lett, aki az 1848-as szabadságharc alatt a vármegye főadószedője volt; másodalispánja zalabéri Horváth Vilmos lett. Az uralkodó 1861. január 28-án végül engedélyezte Muraköz visszacsatolását, a szomszédos megyéhez került hat község visszatérése érdekében pedig már korábban megkezdődtek a tárgyalások. Ezzel a vármegyei autonómián akkoriban esett legfontosabb sérelem megszűnt.
A forradalom és szabadságharc bukása ellenére a jobbágyfelszabadítást nem lehetett visszavonni. A birtokos parasztság megszabadult a földesúri terhektől, és ez elősegítette a fejlődést. Megindult a gépek alkalmazása, különösen a cséplőgépé. Nagykanizsa és környéke különösen erőteljesen fejlődött. Habár 1854-túl Deák Ferenc már nem lakott Zalában, hanem Pesten, barátai még mindig támogatták, és politikai eszméit próbálták érvényesíteni. A Deák-párt egyik országgyűlési képviselője, lovászi és szentmargitai Sümeghy Ferenc, Deák jó barátja volt. Glavina Lajos, a későbbi zalai főispán pedig a zalai Deák-párt elnöke volt; Bocsári Svastits Benő, zalai főispán szintén nagy követője és tisztelője volt Deáknak. Már az 1860-as években elérte a várost a Déli Vasútnak az Adria felé vezető vonala, majd ezt itt keresztezte a Sopron–Pécs vasútvonal. Ez az egész megye fejlődésére jótékony hatással volt. A lakosság száma is jelentősen megnövekedett, az 1869. évi 333 000-ről a századfordulóra 465 000-re nőtt.
1861. március 5-én a "Zalavármegyei Gazdasági Egyesület" jött létre nyírlaki Tarányi-Oszterhuber József elnöklete alatt. 1863-tól Glavina Lajos lett az egyesület elnöke. Iszkászi Árvay István, ügyvéd, 1871-től 1883. évig buzgó elnöke volt. 1883-tól csengeri Háczky Kálmán (1828–1904) földbirtokos lett az elnök, aki idős korában, 1898-ban mondott le. 1898. szeptember 25-én a elnökét választotta meg az egyesület: hertelendi és vindornyalaki Hertelendy Ferenc földbirtokos követte Háczkyt. 1919-ben Hertelendy hirtelen el hunyt, és ekkor Malatinszky Ferenc (1863–1951) alelnök vette át az elnöki teendőket. Hamarosan sorra került az egyesületi elnök választása: 1919. szeptember 11-én dr. Tarányi Ferencet választották meg (1945-ig, haláláig, töltötte be az elnöki posztot).
Festetics Mária grófnő, söjtöri földbirtokosnő, királyné udvarhölgy, 1871 decemberétől a Erzsébet királynét hűségesen szolgálta. A tekintélyes zalai főnemes kisasszonyról azt írták a sajtóban, hogy: "Alig hogy Festetics grófnő elfoglalta helyét a bécsi Burgban és a budai várpalotában, ő lett nemcsak az „egyik" udvarhölgy, de jóformán az egyedüli. Osztrák kollégája inkább csak hivatalosan működött és reprezentált, ő ellenben úgyszólván reggeltől estig a királynéval töltötte egész idejét Valami rendkívüli kedvesség fölött rendelkezett. Meg tudta nyerni – ha akarta – a legfanyarabb embert is. Mindenről volt egy jó megjegyzése vagy egy bájos szava. Az embereket hamar megismerte, észrevette jó tulajdonságaikat, de a rosszakat is, s alkalomadtán nem fukarkodott egy-egy élces kifejezéssel sem. Fel tudott vidítani egész társaságot, akár egy XIV. Lajos korabeli márkinő. Mindig élvezet volt vele tölteni az időt. Erzsébet királynő csakhamar annyira megszerette, hogy csak rövid órákig tudott el lenni nélküle. Napjának legnagyobb részét vele töltötte, nem ment ki sétára, látogatóba, színházba hogy kedves udvarhölgyét ne vitte volna magával S ha egyedül voltak, soha se beszéltek másként, mint magyarul. Ezt annyira megszokták, hogy – mint Festetics grófnő beszélte – ő mindig felneszelt, ha a királyné idegenek társaságában néha más nyelven szólott hozzá. Első pillanatban ilyenkor észre sem vette, hogy hozzá beszél. Az 1896-os millenniumi ünnepségek során végig a királyné kíséretében volt. A 32 külföldi útjára kísérte el a királynét Festetics Mária grófnő és a személyes biztonságát személyesen igen nagy ügyességgel intézte.
Nagykanizsa a gabona- és az állatkereskedelem fő piaca lett nem csak Zala, hanem Somogy megye nagy része számára is, sőt hatóköre a Balkánra is kiterjedt. Bankokat, gyárakat alapítottak. A megye déli részén a kereskedelmi lehetőségek mellett az átlagost messze meghaladó földminőség is kedvező hatást gyakorolt a parasztság életmódjára. Ezzel szemben a megye nyugati felében, különösen Göcsejben kevesebb változás történt. A gyenge talaj, a tagolt felszín, a sok törpebirtok, az utak hiánya, a piacok távolsága következtében alig változott a hagyományos, önellátó gazdálkodás. Egy felmérés szerint a termőföld aranykoronában kifejezett kataszteri tiszta jövedelme az országban átlagosan 9,6, Zala megyében 6,4, a Nagykanizsai járásban 10,6, a Lenti és a Novai járásban 4,5 volt. A szegénység viszont hozzájárult a néprajzi sajátosságok megőrzéséhez.
Az 1867. június 8-án Budán zajló I. Ferenc József magyar király koronázásakor a Zalavarmegye 6 fős bandériumának a tagjai voltak: várbogyai Bogyay István (1835–1900), csáfordi Csillagh Gyula (1829–1904), Ghika Járosláv, zalabéri Horváth Mór (1834–1882), pálfiszeghi Pálffy Elek (1840–1895) és rajki Raiky László, akiknek hattyú prémes kalpag, ugyanoly prémezett fehér mente, azúrkék dolmány és nadrág, sárga csizma, arany zsinórzattal.
Zalaegerszeg, a megyeszékhely 1885-re elnyerte a rendezett tanácsú városi címet. A század utolsó évtizedében fejlődése meggyorsult, több, a városképet ma is meghatározó épületet emeltek, de a város alapvetően mégis kisiparos-hivatalnoki város maradt, ipara csak a közvetlen környék szükségleteire dolgozott. 1900-ban az ipar csak a megye minden tizedik lakójának adott megélhetést, és szinte csak Nagykanizsán volt néhány 20 főnél többet foglalkoztató üzem. De a városokban már megindult az építőmunkások, a szabók, a famunkások, sőt a cselédek egyletekbe tömörülése, és hamarosan sor került az első sztrájkokra is.
Az 1896-os millenniumi ünnepségekre bandériumot szerveztek, hogy a vármegyét képviselje az uralkodó előtt: Zala vármegye 1896. március 10-én tartott rendkívüli közgyűlése után nemes Csertán Károly alispán felhívásban fordult a megye hölgyközönségéhez, hogy készítsék el a megye zászlaját a bandérium számára, és a zászló elkészítéséhez szükséges anyagiakat adományok gyűjtésével teremtsék elő. Május végére elkészült a lobogó, felállt a 15 tagú bandérium, melynek vezetője gróf németújvári Batthyány József (1858–1922), tagjai baranyavári Baranyay Ödön (1858–1906), gróf németújvári Batthyány Ernő (1855–1938), bezerédi Bezerédy Lajos, bezerédi Bezerédy László, várbogyai Bogyay Elemér (1872–1956), egyházasbüki Dervarics Ákos (1871–1947), Fábiáncsics Károly, dr. kakasdi Hajós Kálmán (1869–1864), hertelendi és vindornyalaki Hertelendy Ferenc (1859–1919), alsómalatinai Malatinszky Ferenc (1863–1951), aki Zalacsányi birtokán élt, Oltay Guidó, Somogyi Gyula, révfalusi Szentmihályi Dezső (1864–1935) és ifjabb nyirlaki Tarányi Ferenc (1878–1945) zalai földbirtokosok voltak. A „daliás leventék" saját díszmagyarjukat viselték a hódoló menetben, de lovaik nyeregfelszerelésének és a hat csatlós jelmezének elkészíttetését a vármegye és a nemesi pénztár fizette. A felvonuláson részt vett a szintén zala megyei származású nemes Vaszary Kolos hercegprímás is, akinek díszkocsija két oldalán apródok vonultak, köztük a keszthelyi gimnázium növendékei is.

### A 20. század

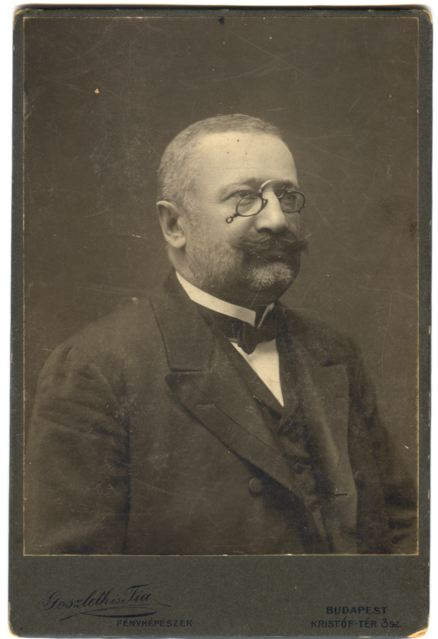
Boldogfai Farkas József, négy ízben a Katolikus Néppárt országgyűlési képviselője; Zalában ennek a pártnak lelkes szervezője és támogatója

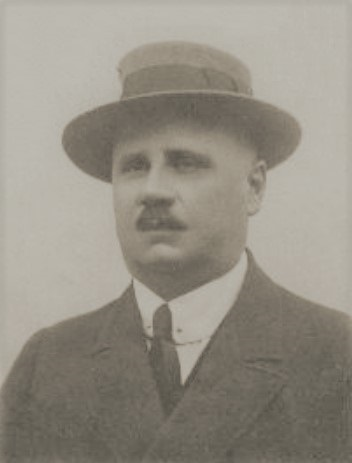
Hertelendi és vindornyalaki Hertelendy Ferenc (1859–1919), Zala vármegye főispánja 1903. december 19-e és 1906. február 14-e között

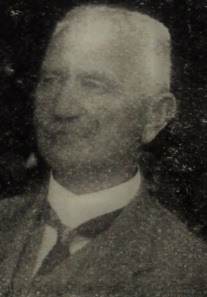
Révfalusi Szentmihályi Dezső (1863–1935), felsőházi tag, a "Zalavármegyei Gazdasági Egyesület" alelnöke, a zalamegyei Függetlenségi és Negyvennyolcas Párt alelnöke, nagybirtokos.

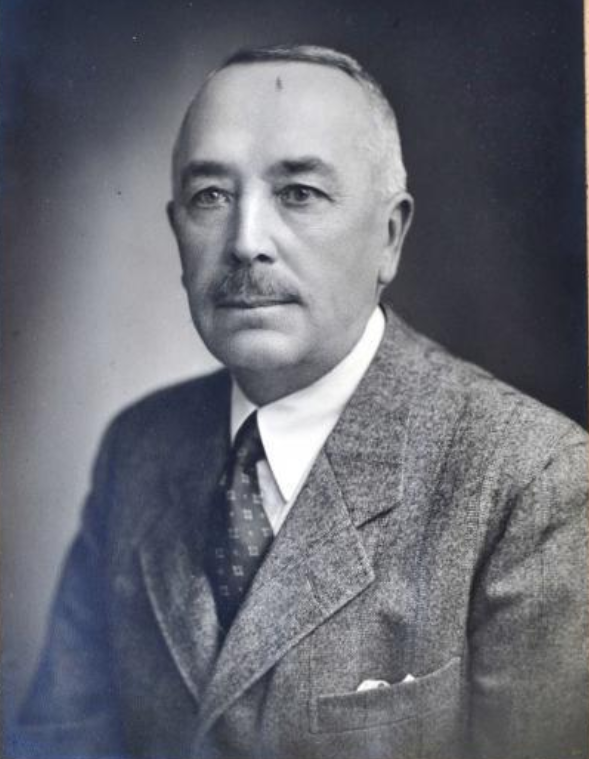
Nyirlaki dr. Tarányi Ferenc (1878–1945), Zala vármegye és Vas vármegye főispánja, nagybirtokos, felsőházi tag, Zala vármegye főispánja 1922. december 19-e és 1926. augusztus 14-e között

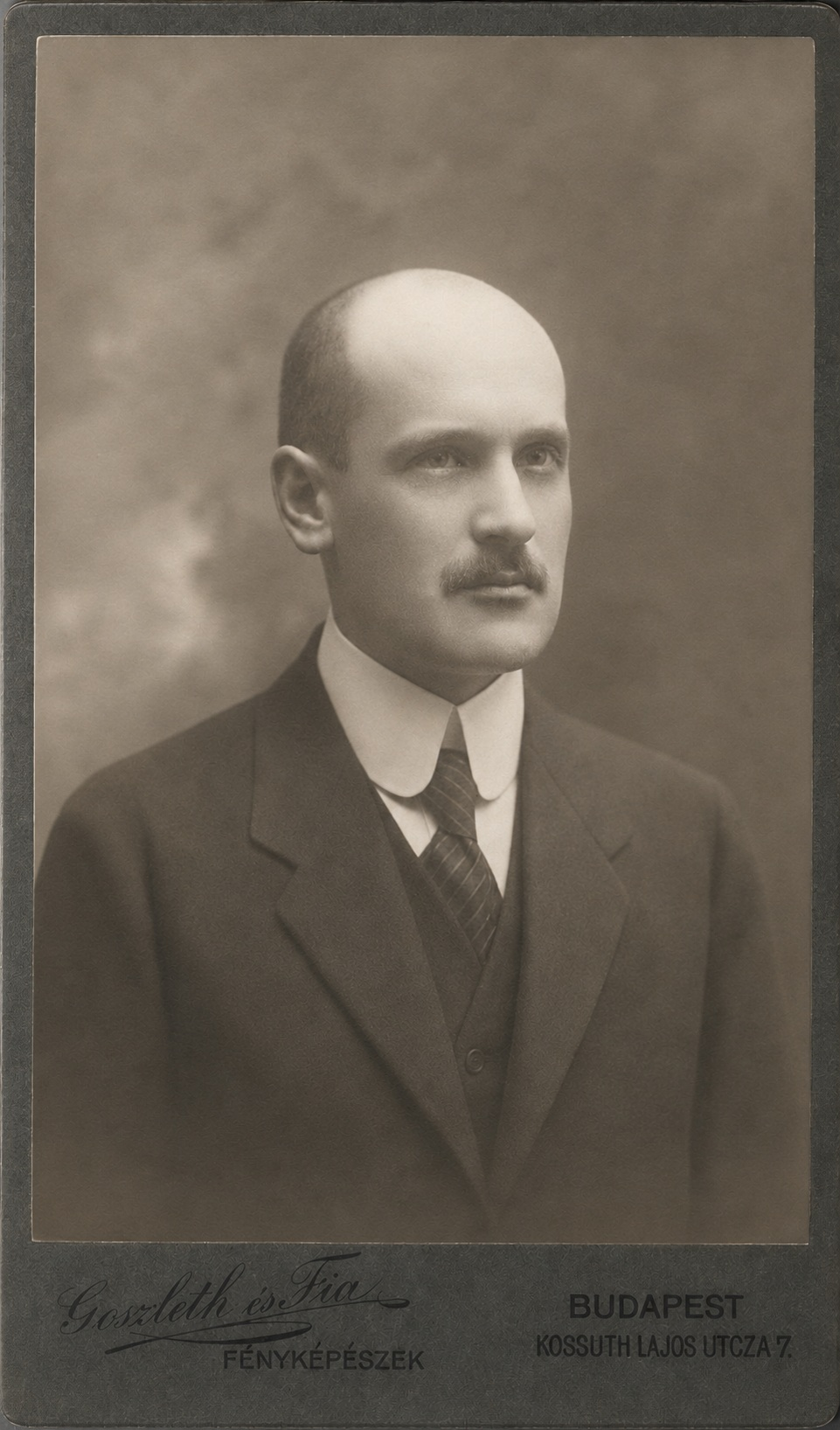
Boldogfai Farkas Tibor (1883-1940), országgyűlési képviselő, legitimista politikus, földbirtokos, huszárkapitány.

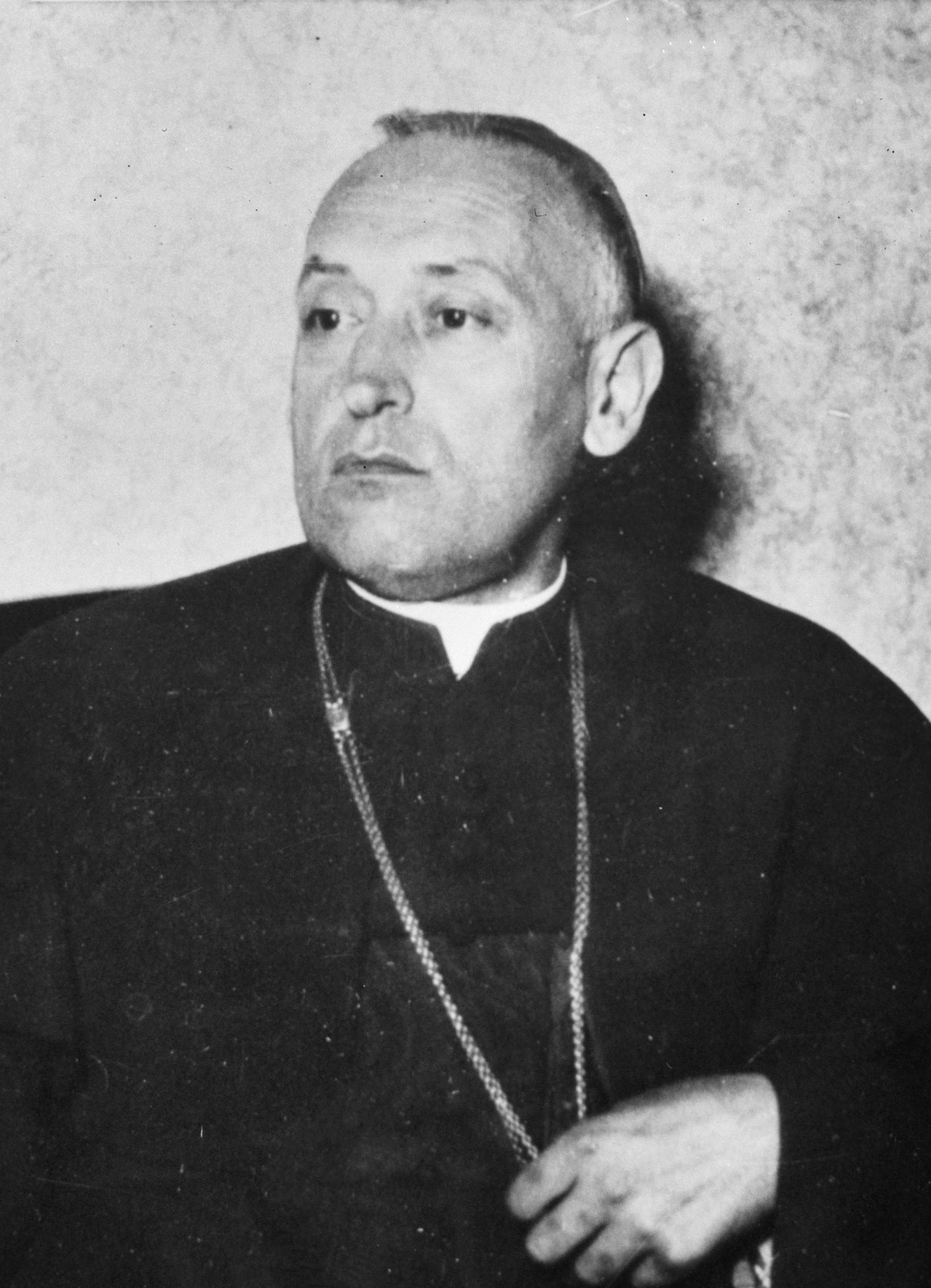
Mindszenty József (1892–1975) Esztergom érseke, Magyarország utolsó hercegprímása, 25 évig a zalaegerszegi plébános

### A dualizmus korának utolsó évei
Az Országos Iparegyesület mellett szót emelt a hazai iparosérdekekért Hegedűs Sándorné, a kereskedelmi miniszter felesége és Bartha Miklós, az Ugron-frakció tagja. Mindketten a hazafiságra apellálva fordultak a közönséghez, kérve, hogy csak magyar iparcikkeket vásároljanak. E felhívások azonban eredménytelenek maradtak, csak Kolozsváron és Zalaegerszegen volt következményük. Hegedűs Sándorné és Bartha Miklós cikkeinek hatására Borbély György és dr. Kele Antal ügyvéd 1900. január 14-re szóló „Meghívást" adott közre Zalaegerszegen a Kereskedő Ifjak önképző Köre helyiségében megtartandó gyűlésre, a hazai ipar pártolása érdekében. A közgyűlésen mintegy kétszáz fő jelent meg, többnyire iparosok és kereskedők. A szervezés eredményeként 1900. március 4-én megalakult a "Zalavármegyei Iparvédő Egyesület". Elnöknek dr. Kele Antalt, jegyzőnek pedig Borbély Györgyöt és dr. Csák Károly ügyvédet és lapszerkesztőt választották meg.
A század fordulón, érdemesre méltó a 20 évig első alispáni tisztséget betöltő nemes Csertán Károly (1845–1919) jogász, aki sokat tett a vármegye mezőgazdaság fejlesztése és a közlekedés megjavítása érdekében. A század elejétől, a vármegye értelmisége egyre hevesebben támogatta a Függetlenségi és Negyvennyolcas Pártot, amely az 1848-as szabadságharc elveit képviselte továbbvitte. Zala vármegyében, felsőpataki Bosnyák Géza (1863–1935), a későbbi főispán, vezette a helyi 1848-as pártot, és igen aktív szerepet töltött be a vármegyei politikában; A Zalavármegyei anyapártja 1896. május 11-én Zalaegerszegen megalakult. Ekkor a zalai függetlenségi és 48-as párt elnökké Csertán Lászlót, társelnökké dr. Kele Antalt és nagymádi és várbogyai Bogyay Jánost, jegyzőkké dr. Csempesz Kálmánt és Nagy Lászlót választották meg.
Jeles tagjai a "zalamegyei függetlenségi és 48 as párt"-nak: felsőpataki Bosnyák Géza, gróf Batthyány Pál, idősebb miskei és monostori Thassy Imre, ifjabb miskei és monostori Thassy Imre, dr. miskei és monostori Thassy Gábor főorvos, révfalusi Szentmihályi Dezső (1863–1935), földbirtokos, Isoó Ferenc, Trípammer Rezső, Nagy László, Dr Hajdu Gyula, Eitner Sándor, Eitner Zsigmond, Filipich Lajos, Háczky Kálmán, Dobrovics Milán, Markos Gyula, országgyűlési képviselők, egyházasbüki Dervarics Ákos, Háry Dezső, földbirtokos, csáfordi Csillagh Gyula, nagyszigethi Szily Dezső, baranyavári Baranyay Ödön, Vizlendvay Sándor, udvardi és básthi Udvardy Imre (1882–1908), jogász, a zalamegyei párt jegyzője, boldogfai Farkas Ferenc, egyházasbüki Dervarics Imre, Csertán Károly, Mayer István, novai főszolgabíró, persai Persay Gyula novai gyógyszerész, stb. 1908-ra a zalai függetlenségi párt elnöke, Bosnyák Géza, dr. Thassy Gábor az alelnöke és Fangler Béla valamint Czukelter Lajos a jegyzői voltak.
A másik meghatározó politikai vonás Zalában a Katolikus Néppárt volt, amelyet országosan 1895. január 28-án hozott létre Prohászka Ottokár kezdeményezésére gróf Zichy Nándor és gróf Esterházy Miklós Móric. Zala vármegyében több ízben népgyűlést tartottak, és nagy népszerűséget szereztek. Zichy Aladár grófot 1896-ban képviselővé választották meg Nagykanizsán, és onnantól azt a kerületet képviselte a néppárt programjával, amelynek 1903-ban, Zichy János gróf lemondása után, elnökévé választott. Az eleje óta, Zalában a Néppárt lelkesebb támogatója és buzdítója boldogfai Farkas József, jogász, bagodi földbirtokos, aki nem csak szorgalmasan tevékenykedett Zichy Nándor gróf mellett, de négy ízben is választottak meg országgyűlési képviselővé a Zalát képviselve a néppárti programmal. Strauszenberghi Strausz Flórián, pápai prélátus, alsólendvai esperes, valamint Darnay Károly, Darnay Kálmán fivére, szintén a zalamegyei katolikus néppárt nagy támogatói között volt. Zala vármegye a Katolikus Néppárt egyik főhadiszállásának számított a párt számára és gyakran tartottak népgyűléseket ott: 1896. május 31-én, a néppárt a vásártéren népgyűlést tartott Zalaegerszegen; 1900. október 7-én Pacsán, mindketten Zichy Aladár gróf személyesen levezetve, boldogfai Farkas József képviselő társaságával.
Az 1905–1906-os magyarországi belpolitikai válság alatt Hertelendy Ferenc (1859–1919) Zala vármegye főispánja állást foglalt és 1905. június 22-én lemondott tisztségéről. Hertelendy Ferenc elhagyta helyét, amelyet a vármegye egész közönségének osztatlan lelkesedése közben foglalt el. A közönség szeretete és elismerése kísérte, amikor alkotmányos érzéséből fakadó hazafias aggodalmai miatt megvált állásától, amelyet szülővármegyéje iránti szeretettel, tudással, nagy körültekintéssel és pártok fölött álló igazságérzettel töltött be. Csertán Károly (1845–1919) zalai alispáni tisztsége betöltése vége az 1905-1906-ban Fejérváry-kormány elleni vármegyei tiltakozó mozgalomban való részvételéhez fűződik. 
1905. december 12-ei vármegyei közigazgatási gyűlésén Csertán elnökölt és erélyesen ellenezte ellenszenvét az esetleges megyefőnök kinevezése miatt. december 13-án a Nedeczky Jenő által elnökölt vármegyei közgyűlésén újabb szolgabírókat választottak a megyei ellenzékből, nagymányai dr. Koller Istvánt és boldogfai dr. Farkas Istvánt. A közigazgatási bizottságból kilépő 5 tagból is újabbakat választottak helyükbe és Hertelendy Ferenc volt főispán jelentette a teljes lemondását. Akkor Csertán már közel féléve helyettesítette a főispánt. 1906. februárjában dr. Pórteleky Lászlót az uralkodó királyi biztossá nevezte ki. Ezután Csertán Károly azonban fokozatosan feladta az erőszakkal szembeni ellenállást, ezért sokan bírálták, majd az alkotmányos rend helyreállása után megvált alispáni tisztségétől és nyugalomba vonult.
1906 áprilisának elején létrejött az egyezség az uralkodó és az ellenzék között, amely Zala megyében is az „alkotmányvédők" diadalát hozta. Április elején a fővárosi lapokból olvasható, hogy Zala vármegye főispánja boldogfai Farkas József (1857–1951) zalaegerszegi volt Katolikus Néppárti országgyűlési képviselő lesz. Hetekig nyílt kérdés volt, hogy Festetics Tasziló gróf, Farkas József, vagy ismét Hertelendy Ferenc legyen-e a főispán. Később, 1906. április 23-án, a zalai főispáni széket a 60-as bizottság elnöke, gróf Batthyány Pál (1860–1934) foglalhatta el.
1906 májusában a vármegyei közgyűlésén feszült érdeklődéssel hallgatták udvardi és básti Udvardy Vince (1854–1922) főgimnáziumi tanárnak a vasút építtetés ügyében beadott indítványát és annak megindokolását. Az indítványt egyhangúlag elfogadták és az összes zalai képviselőkkel együtt egy nagy küldöttséget szerveztek, hogy az ügyet vigyék el az illető kormány férfiakhoz. 1906. decemberében 600 tagú küldöttség elutazott Zalából Budapestre, hogy a Balaton felvidéki vasút vonal építését megtárgyalják. 
Wekerle Sándor miniszterelnök előtt Eitner Zsigmond képviselő, Daránvi miniszter előtt Árvay alispán, Szterényi államtitkár előtt Óváry képviselő beszólt. Arra kérték a kormány-férfiakat, hogy a balatoni vasutat építtessék meg minél előbb. A kormányfői fiak nem a szokásos diplomatikus kétértelmű feleleteket adták. Határozottan megmondották, hogy ők is kincsnek tekintik a Balatont. Megígérték, hogy 60 kilométernyi sebességű állami másodrendű fővonal lesz, és hogy külfölddel összeköttetésben építik meg. Óhajtását fejezte ki Szteiényi, hogy Zala példájára a másik két vármegye is szavazza meg minél előbb a hozzájárulást, akkor a miniszter rövid idő múlva országgyűlés elé terjeszti a javaslatot.
Az első világháború közvetlenül nem érintette a megye területét, de a fokozódó háborús veszteségek itt is megérlelték a társadalmi válságot. Az őszirózsás forradalom nem tudott megfelelni a várakozásoknak. Az ezt követő Magyarországi Tanácsköztársaság vezetői közül többen is a megye szülöttei voltak. Hamburger Jenő földművelésügyi népbiztos Zalaudvarnokon, Landler Jenő belügyi népbiztos, a magyar Vörös Hadsereg főparancsnoka Gelsén, Kunfi Zsigmond közoktatásügyi népbiztos Kanizsán, Szántó Béla hadügyi népbiztos Homokkomáromban, Huszti Ferenc vádbiztos Zalabéren született. A fehérterror idején Zalaegerszeg határában 1924-ig internálótábor működött. 1919-ben a megye nyugati részén a helyi szlovén nemzetiség egy részének részvételével létrejött egy sajátságos államalakulat, a Vendvidéki Köztársaság, amit aztán a magyar Vörös Hadsereg vert le. A Tanácsköztársaság elején, 1919. április 21. és április 22. között, Zalában zajlott az ország első ellenforradalma: az Alsólendvai ellenforradalom, amelyet Fangler Béla (1877–1952) jogász vezetett.

### A Horthy-korszak
A trianoni békeszerződés nyomán a megye területének egy része, a Muravidék Jugoszláviához került. Zala vármegye újra határvidék lett, mint a honfoglalás idején, gazdasága lehanyatlott, a meglévő kevés ipari üzem egy része is megszűnt. Konzerválódott Zala viszonylagos elmaradottsága az ország többi részéhez képest. Az iparral alig rendelkező megyében egy lakosra 2,2 kh földterület jutott, míg Somogyban is 2,96. A harmincas években csak minden huszadik községben volt villany. Még az 1949-es népszámlálás is a 6 évnél idősebb lakosság 6%-át (13 434 főt) találta analfabétának.
Az 1930-as években az összes halálesetek 13%-át tbc okozta, az e betegségben meghaltak átlagos életkora mindössze 38 esztendő volt, és csak minden tizedik beteg kapott orvosi segítséget. A szegénység, az árverezések miatti tiltakozás váltotta ki az 1932. évi pacsai csendőrsortüzet. Az 1926-ban megalakult legitimista "Magyar Nők Szentkorona Szövetségének" a helyi zalamegyei fiókjának az elnöke dr. óhidi Szigethy Elemérné volt az 1930-as évek első felében. Később, felsőpataki Bosnyák Gézáné saárdi Sommsich Jolán, Bődy Zoltán alispánné és Tarányi Ferencné elnökök, Udvardy Jenőné boldogfai Farkas Margit ügyvezető elnök jelentős szerepet játszottak a legitimista mozgalom életében. 1938-ban létrejött a helyi Zalamegyei fiókja "Magyar Férfiak Szentkorona Szövetségánek"; elnöke, dr. udvardi és básthi Udvardy Jenő (1880–1941), kormány főtanácsos, lett.
Zalaegerszeg város szépítésének és korszerűsítésének a felelőse Czobor Mátyás (1875–1957) polgármester volt, aki 18 évig töltötte be ezt a tisztséget 1918 és 1936 között. A két világháború közti korszakban a legitimizmus alakult ki, amelynek a célja a Habsburg-ház visszaállítása a trónon. Zala vármegyében a legfontosabb alakja a legitimizmusnak Pehm József (később Mindszenty József néven veszprémi püspök, majd esztergomi érsek) zalaegerszegi plébános volt, aki a zalamegyei keresztény párt vezetője is volt. Jeles támogatói között, akik a legitimizmust védelmezték boldogfai dr. Farkas Tibor (1883–1940) ügyvéd, huszárezred tartalékos kapitánya, országgyűlési képviselő volt, aki erélyesen képviselte a monarchiát és a Horthy korszak kormányait több ízben kritizálta.
Zala vármegyében, három évtizeden keresztül, 1907 és 1937 között kutatták az Országos Levéltár címertanban járatos munkatársainak bevonásával a Zala megyecímere pontos eredetét, ugyanis a megyében az akkori fellángolt a vita, hogy a vármegye az altisztjeit aranydíszítéses zöld ruhába, vagy ezüstdíszítéses kék ruhába öltöztesse. A kék-ezüst szín élharcosa pálfiszeghi Pálffy László (1872-1946) pacsai főszolgabíró volt, aki beadványok garmadájával árasztotta el a megyét és a Belügyminisztériumot, tiltakozva a belügyminiszter 1933. évi döntése ellen, melyben a zöld-ezüst színeket jelölte meg a megye színeinek. Az Országos Levéltár véleménye a kék-ezüst szín mellett voksolt.
Jeles zalamegyei egyéniségek, akik jelentős társadalmi és politikai szerepet töltöttek be a monarchia végén és a két világháború közti korszakban: alsómalatini Malatinszky Ferenc (1863–1951), Zala vármegye felsőházi tagja, földbirtokos, gazdasági főtanácsos, országgyűlési képviselő; révfalusi Szentmihályi Dezső (1863–1935), nagybirtokos, felsőházi tag, a "Zalavármegyei Gazdasági Egyesület" alelnöke; valamint dr. besenyői és velikei Skublics Ödön (1876 –1957), zalai földbirtokos, zalaegerszegi főszolgabíró, Zala vármegye törvényhatóság tagja.
A Tanácsköztársaság megbukása után, nyirlaki Tarányi Ferenc földbirtokos 1920-ban az első, és 1922-ben, a második nemzetgyűlésen a Keresztény Gazdasági Párt programjával a zalaszentgróti kerületet képviselte; főleg földművelési és közigazgatási kérdésekkel foglalkozott. A második nemzetgyűlési választások alkalmával, régi kerülete 1412 szótöbbséggel választotta meg Tarányi Ferencet a keresztény ellenzéki Fangler Bélával szemben. Kolbenschlag Béla zalai főispánt 1922 végén a belügyminiszter mentette fel és helyébe Tarányit nevezték ki. 1922. december 19-től 1926. augusztus 14-ig Zala vármegye főispánja volt; a legitimista új főispán kinevezésének aktusa látványos kereszténypárti erődemonstrációvá vált. Alig 10 nappal a zalai főispáni kinevezése után, 1922. december 29-én, a kormányzó a belügyminiszter előterjesztésére dr. Maróthy Lászlót, Vas vármegye főispánját, ez állásától buzgó és eredményes szolgálatainak elismerése mellett saját kérelmére felmentette és dr. Tarányi Ferencet, Zala vármegye főispánját Vas vármegye főispánjává nevezte ki. A Zalamegyei főispáni installáció 1923. január 4-én zajlott le Zalaegerszegen. 1926-ban lemondott: Tarányi Ferenc hivatalosan 1926. szeptember 14-ig töltötte be a Zala vármegyei főispáni tisztséget és ez idő alatt pártatlanságával és úri modorával nagy népszerűséget szerzett. A legitimista zalai főispán, Tarányi Ferenc, közvetített a keresztény pártiak és a kormány között kíváló diplomáciai tehetségekkel; a zalaegerszegi plébános és a főispán felhőtlen kapcsolatot ápoltak. Pehm József negyedszázadon át volt a keresztény párt Zalamegyei elnöke.
A zalai vitézek első székkapitánya 1921-től vitéz érszentkirályi Szentkirályi Gyula (1880–1937) nyugalmazott alezredes lett. Az Országos Vitézi Szék 1931. november 1-jén vitéz Békéssy Rudolf (1883–1972) nyugalmazott alezredest bízta meg Zala vármegye vitézi székkapitányságának vezetésével. 1935 és 1939 között vitéz boldogfai Farkas Sándor nyugalmazott ezredes töltötte be a Zala vármegye vitézi rend székkapitányi tisztséget. 1940 és 1943 között pedig vitéz Székely Jenő nyugalmazott ezredes a Zala vármegye vitézi rend székkapitánya volt.
A Gömbös-kormánynak 1934-ben bizalmat kérő Gyömörey György zalai főispánt azonban a Pehm József által vezetett legimitista körök közreműködésével szavazták le, ami a főispán bukását okozta. Gyömörey helyébe 1935. március 8. -án vitéz Tabódy Tibort nevezte ki főispánná a Gömbös-kormány. Többnapos rosszullét után egy hirtelen szívszélhűdésben hunyt el Tabódy Tibor főispán Zalaegerszegen 1936. június 4-én. Halála után a magyar kormány gróf Teleki Bélát zalai főispánná nevezte ki.
1936. november 25-én a Darányi-kormány vitéz gróf széki Teleki Béla (1896–1969) földbirtokost nevezte ki Zala vármegye főispánjának. Ezt a tisztséget 1936. november 25-étől egészen 1944. október 27-éig töltötte be. Pehm József zalaegerszegi plébános, a zalamegyei legitimista körök vezetője rossz viszonyban volt az 1936-ban kinevezett gróf Teleki Bélával; az egerszegi plébános, aki legitimistaként ellenezte Egységes Pártot, a Darányi-kormány politikai vágását se támogatta. A zalaegerszegi római katolikus plébános már azt is sértésnek vette, hogy a kormány a katolikus Zalába református főispánt nevezett ki. Később Teleki gróf esetenként valóban előnyben részesítette felekezetének tagjait az állami segélyek kiutalásánál, állásbetöltéseknél, kitüntetésre való előterjesztéseknél; a főispánsága alatt az addig Zalából kiszorított több központi politikai elv és szellemiségi vonás virágozni kezdtek a vármegyében. A belső baráti köréhez többek között tartozott vitéz boldogfai Farkas Sándor (1880–1946), ezredes, aki a főispán kérésére, a már nyugdíjas katonatiszt, több közszerepet vállalt, például a Zala vármegye Vitézi Rend székkapitányságot is, és egyben egyik legnagyobb támogatója volt a vármegyében a főispánsága alatt.
Az 1937-től feltárt Lispe környéki kőolajmezők viszont – rövid időre – munkalehetőséget, jobb fizetést, új utakat, magasabb életszínvonalat hoztak a környéknek.
1941. április 16-án a Muraköz visszatért a Magyar Királysághoz a Jugoszlávia államtól; aznap a magyar csapatok bevonultak az Alsólendvára, az Alsólendvai járásra. A főispán első körútja zajlott a visszatért zalai területeken. Vitéz gróf Teleki Béla kormánybiztos-főispán 1941. április 23-án dr. Brand Sándor zalai alispánnal, dr. Szalay Gyula vármegyei tiszti főügyésszel, dr. Takács László tiszti főorvossal, Énekes Béla számvevőségi főnökkel, dr. nemesnépi Marthon György (1907-1968) másodfőjegyzővel és dr. Józsa Fábián tiszteletbeli főszolgabíró, főispáni titkárral együtt Alsólendvára utazott, ahol a vármegye a járási katonai parancsnokság, illetve a katonai közigazgatás búcsúztatására ebédet adott. Megjelent ott vitéz Horváth Ferenc vezérőrnagy, a Muravidék katonai parancsnoka segédtisztjével, vitéz nemes Martsa Sándor ezredes vezetésével az egész katonai közigazgatási szervezet, dr. Apáti József főszolgabíró, dr. Schmidt István tiszteletbeli főszolgabíró, a belatinci szólgabírói kirendeltség vezetője és a polgári közigazgatás kinevezett szervei, dr. Széll György királyi közjegyző, Alsólendva képviseletében pedig Dervarics Elemér községbíró és Grassanovits Ottó főjegyző. A visszatért Muraköz fővárosa ünnepi lobogódíszben látta vendégül a főispánt, aki a polgári közigazgatás átvétele után most első ízben tett látogatást a Zrínyiek városában. Vitéz gróf Teleki Béla mindenekelőtt Horváth Ferenc vezérőrnagynál tett az alispánnal, együttes látogatást, azután a főbírói hivatalt szemlélték meg, majd a ferenceseknél szentmisét hallgattak.
Politikai nézetkülönbségek miatt a Szálasi-kormány legelején, 1944. október 27-én, az egységes párti nyilaskeresztes kormányt nem támogató Teleki Béla gróf a főispáni hivataláról mondott le; távozásakor kijelentette, hogy "ha a főispáni székből távozik is, azért hűséggel itt marad a vármegyében és küzd azokért a magyar eszményekért, amelyeket nyolcévi főispánsága alatt mindig maga előtt látott." Távozásakor az újságban Teleki Béla grófról írták azt, hogy "mindig a magyar munka politikáját követte, működését számos szociális, egészségügyi és művelődési intézmény, közlekedési úthálózat létrehozatala jellemezte. Oncsaházak, egészségházak, orvos-, jegyzőlakások és iskolák épültek és az épitőmunka a háború ellenére is tartott. Igazi munkás főispán volt, aki fáradhatatlanul dolgozott azon, hogy a szegénység gondjain segítsen, a hadigondozottak ügyét intézményesen istápolja és hogy az igazság érvényesülésével lelkibékét, összhangot teremtsen ebben a vármegyében."
A második világháború harci eseményei a megyét alig érintették. A németek 1945 márciusában itt komoly ellenállást már nem tudtak kifejteni. A megyét a 3. ukrán front és a 12. bolgár hadosztály csapatai szabadították fel a németek és a nyilasok uralma alól. A hadi események kapcsán sem a lakosságot, sem az épületeket nem érte súlyosabb veszteség. Az állatállomány, a lovak és szarvasmarhák nagy részét azonban a németek nyugatra hajtották, vagy a szovjet csapatok rekvirálták el. A megye szinte minden hídja elpusztult, megbénult a telefonhálózat, a vasúti közlekedés. Az olajmezők azonban nem szenvedtek kárt, mert termelésükre a németeknek is szükségük volt az utolsó pillanatig. A lakosságot természetesen óriási áruhiány sújtotta.
A háború után, 1946-ban a Balatonfüredi járást Veszprém megyéhez csatolták. Az 1950-es megyerendezés során a megye határai jelentősen megváltoztak. Zalaegerszegtől északra néhány addig Vas megye területéhez tartozó községet idecsatoltak, és Zalához került pár Nagykanizsától délre fekvő Somogy megyei község is. Keleti, a Balatonnal szomszédos területeit (a Tapolcai, Keszthelyi és Sümegi járásokat) Veszprém megye területéhez csatolták. Zala vármegye története így véget ért, illetve Zala megye néven folytatódott, amely megnevezést 2023-ban ismét Zala vármegyére cseréltek.

## Lakosság
A vármegye összlakossága 1891-ben 404 699 személy volt, ebből:
- 296 145 (73,2%) magyar
- 79 737 (19,7%) horvát
- 21 380 (5,2%) vend
- 6 355 (1,6%) német

A vármegye összlakossága 1910-ben 466.333 fő volt, ebből:
- 347.167 (74.4%) magyar
- 91.617 (19.6%) horvát
- 23.032 (4.9%) vend (szlovén)
- 4.181 (0.9%) német

## Közigazgatás

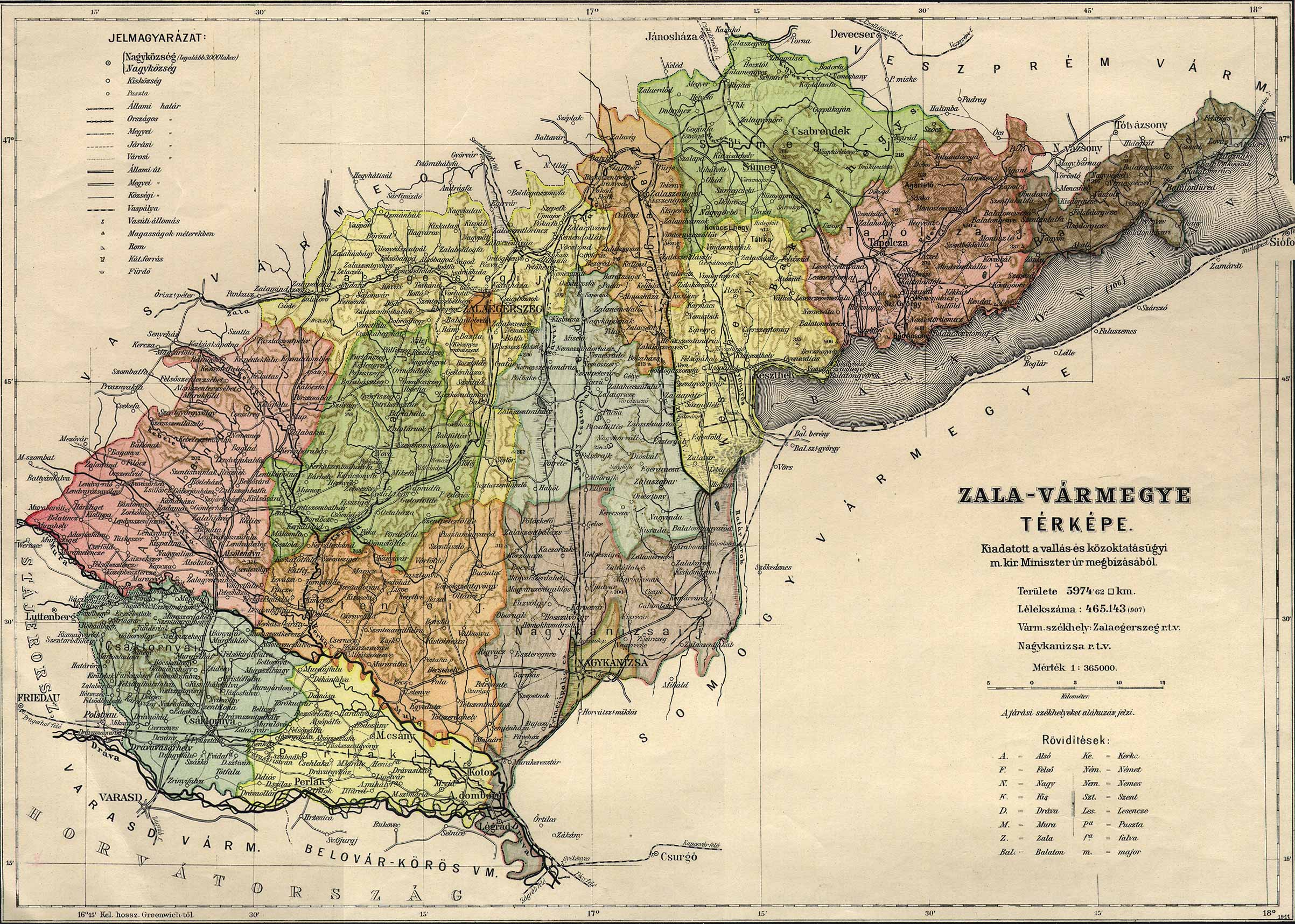
Zala vármegye közigazgatási térképe 1910-ből

### Járási beosztás
1886-tól írta elő a vármegyéknek törvény, hogy állandó járási székhelyeket jelöljenek ki, addig a főszolgabíró mindenkori lakhelye számított a székhelynek. 1887-től az első világháború végéig a vármegye járási beosztása az alábbiak szerint alakult (zárójelben a járás székhelye):
1. Alsólendvai járás (Alsólendva)
2. Csáktornyai járás (Csáktornya)
3. Keszthelyi járás (Keszthely)
4. Letenyei járás (Letenye)
5. Nagykanizsai járás (Nagykanizsa)
6. Novai járás (Nova)
7. Pacsai járás (Pacsa)
8. Perlaki járás (Perlak)
9. Sümegi járás (Sümeg)
10. Tapolcai járás (Tapolca)
11. Zalaegerszegi járás (Zalaegerszeg)
12. Zalaszentgróti járás (Zalaszentgrót)
13. Balatonfüredi járás (Balatonfüred, 1908-ban alakult)

Az első világháború után (a trianoni békeszerződés által 1920-ban megerősítve) a túlnyomó részt horvátok lakta Muraközt, vagyis a Csáktornyai és a Perlaki járást Jugoszláviához csatolták, ezek ekkor megszűntek. Ugyancsak elcsatolták a Muravidék szlovén-magyar vegyes lakosságú területét, vagyis az Alsólendvai járás mintegy felét magával Alsólendvával, ezért e járás megmaradt része számára új székhelyet jelöltek ki Zalabaksán. Ez azonban csak átmeneti megoldás volt, 1925-től már Lenti lett az Alsólendvai járás székhelye. 1920 és 1941 között tehát Zala vármegyében 11 járás volt.
1941-ben Magyarország elfoglalta a vármegye addig Jugoszláviához tartozó területeit, ekkor újraszervezték a Csáktornyai és a Perlaki járást. Az 1920 óta csonka Alsólendvai járás nevét székhelye után Lenti járásra változtatták, viszont a Muravidék visszaszerzett területén a trianon előtti székhellyel újra létrehozták az Alsólendvai járást. 1941 és 1945 között tehát a vármegyében 14 járás volt.
A második világháború után visszaállt az 1941 előtt országhatár, és a járási beosztás is azzal az eltéréssel, hogy a Lenti járás nevét nem változtatták vissza Alsólendvaira. Az utolsó változás 1946-ban következett be, amikor a Balatonfüredi járást Veszprém vármegyéhez csatolták, így az 1950-es megyerendezést megelőzően Zala vármegyéhez 10 járás tartozott.

### Városok
Az 1871. évi községi törvény alapján a megyében csupán Nagykanizsa alakult rendezett tanácsú várossá. A megyeszékhely, Zalaegerszeg polgárai nem kívánták vállalni a ranggal járó többletterheket, így csak több országos politikus többszöri közbenjárására került sor a település várossá alakulására 1885-ben. Ezután a vármegye területén egészen 1954-ig nem kapott városi címet egyetlen más település sem.